# Visconti
Il Casato dei Visconti è una delle più antiche e illustri famiglie nobili italiane, attestata sin dalla fine del X secolo nel territorio dell'Italia settentrionale, dove venne infeudato l'omonimo Ducato Visconteo con capitale Milano. 
I Visconti furono Signori di Milano dal 1277 al 1395, anno in cui il sovrano del Sacro Romano Impero Venceslao di Lussemburgo conferì a Gian Galeazzo Visconti il titolo di Duca di Milano, nonché vicario imperiale.
Il ramo principale dei Visconti dominò la scena politica dell'Italia settentrionale fino al 1447, alla morte senza eredi legittimi di Filippo Maria Visconti; ad essi subentrarono gli Sforza, per il matrimonio di Francesco Sforza con Bianca Maria Visconti, figlia legittimata dell'ultimo Duca.

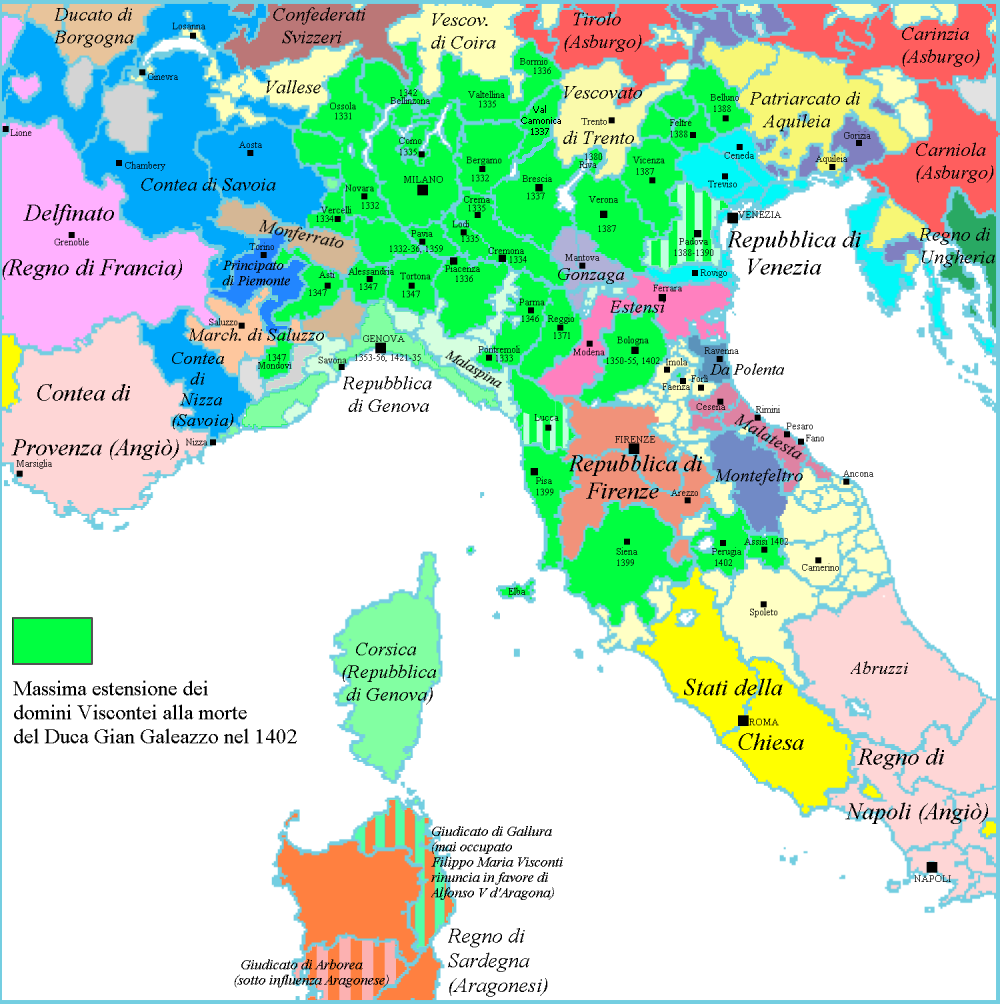
Massima espansione Stato Visconteo con dominio dell’Italia settentrionale, Svizzera, Italia centrale e Isole.

## Storia

### Origini

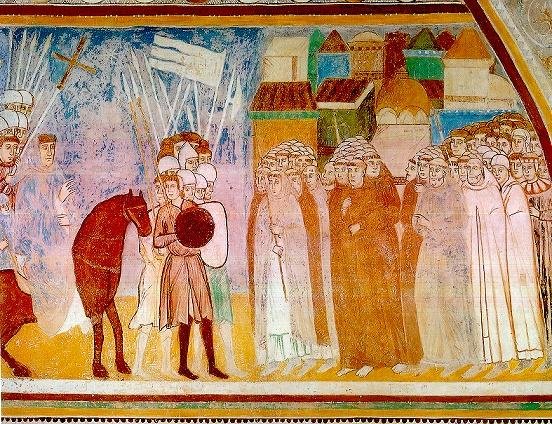
Entrata a Milano di Ottone dopo la vittoria a Desio (affresco di maestri lombardi, XIV secolo)

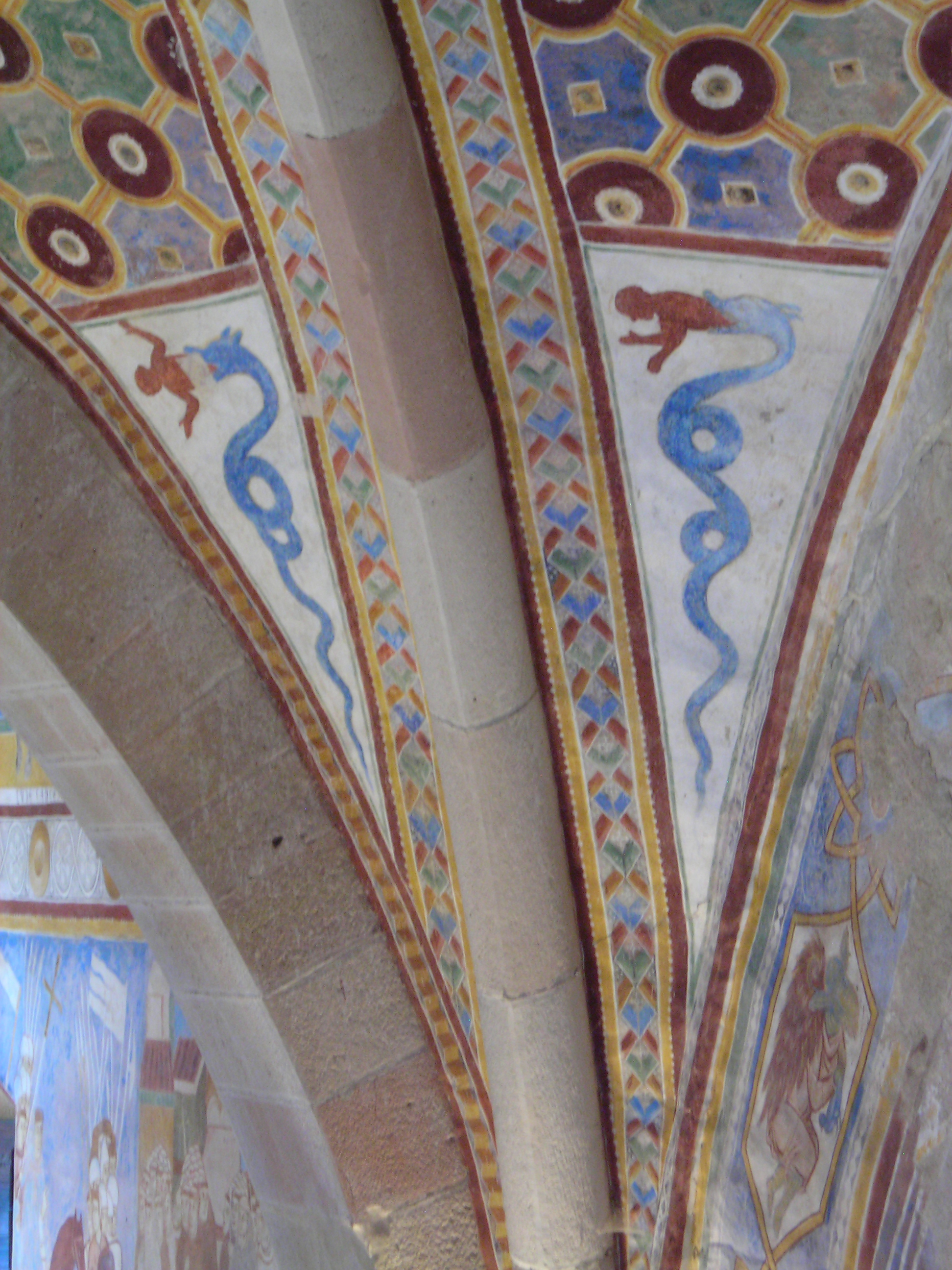
Stemma dei Visconti nella Rocca Borromea di Angera

I Visconti erano i signori di Massino, luogo strategico sulle alture occidentali del lago Maggiore e del fiume Ticino, in cui risultano presenti dal XII secolo come vassalli arcivescovili. 

Il cognome della famiglia deriva dal latino vice comitis, che significa "nelle veci dei conti", cioè "viceconti", dal latino vice (abl.) 'al posto (di)' e comes, comitis 'conte' (originariamente 'compagno, associato'), espressione che indicava un vassallo e compagno di armi del re o dell'imperatore, nella fattispecie dell'imperatore del Sacro Romano Impero.
Sono spesso ricorrenti nei documenti storici due capostipiti della famiglia: Eriprando I Visconti e Valderico Visconti (dell'863).
In termini storici si ritiene che si trattasse di una delle famiglie di capitanei che l'arcivescovo Landolfo investì dei feudi detti caput plebis. La documentazione relativa risale al 1157 e da essa risulta come i Visconti fossero titolari del capitanato di Marliano (l'odierna Mariano Comense). In epoca coeva, comunque prima del 1070, ottennero l'ufficio pubblico di visconte, che poi diventò ereditario in tutta la discendenza maschile. Alla funzione di visconti, o vicari del conte, si collega l'adozione dell'insegna recante un drago che ingoia un fanciullo, tuttora nello stemma del Comune di Milano. 
Ben presto la famiglia si suddivise in diversi rami, alcuni dei quali investiti di feudi lontani da Milano, mentre il ramo che diede alla città la dinastia signorile e poi ducale viene fatto discendere da Uberto, deceduto nella prima metà del XIII secolo.
Suo figlio Ottone fu investito da Papa Urbano IV dell'arcivescovato di Milano il 22 luglio 1262 e, appoggiato dai suoi capitanei e valvassori, sostenne una lunga lotta contro la fazione popolare capeggiata dai Della Torre, contro i quali prevalse a Desio nel 1277. Egli fece eleggere capitano del popolo, nel 1287, il pronipote Matteo I, a cui l'imperatore eletto Rodolfo I concesse il vicariato imperiale nel 1288. La resistenza dell'opposta parte condusse all'esilio visconteo nel 1302; tuttavia nel 1310, grazie al supporto del nuovo imperatore Enrico VII, i Visconti rientrarono in Milano.
La reazione guelfa e pontificia non si fece attendere, conducendo Matteo I ad abdicare a favore del figlio Galeazzo I, che la fronteggiò valorosamente finché fu preso prigioniero da Ludovico il Bavaro (1327). Dei fratelli di Galeazzo I, Marco fu condottiero, mentre Luchino e Giovanni assursero alla signoria dopo la morte di Azzone, figlio di Galeazzo I, che l'aveva riavuta nel 1329. Luchino Novello, figlio di Luchino, venne fatto escludere dalla signoria da Giovanni. La dinastia fu continuata dalla progenie di Stefano, figlio di Matteo, i cui tre figli Matteo II, Galeazzo II e Bernabò, le diedero lustro e potenza.
A Galeazzo II succedette nel 1378 il figlio Gian Galeazzo, che nel 1385 fece prigioniero lo zio Bernabò, di cui aveva sposato in seconde nozze la figlia Caterina, e nel 1395 fu nominato Duca di Milano dall'imperatore Venceslao. Mentre sua figlia Valentina, unica figlia della prima moglie Isabella di Francia, andava in sposa al principe francese Luigi d'Orleans, gli succedevano i figli di seconde nozze, prima Giovanni Maria e poi Filippo Maria.
Dopo la nomina di Gian Galeazzo Visconti a duca di Milano, i Visconti affidarono ai letterati di corte la redazione della leggenda relativa alla genealogia familiare, che faceva risalire le origini ad ascendenze troiane individuando come capostipite Anglo, figlio di Enea, a cui venne attribuita la fondazione di Angera.

#### Tavola genealogica delle origini
Si veda Ambrogio Filippini, p. 30.
|                    |                                      |                                        |                                        |                        |                                                           |                                                           |                            |                                        |                                        |                       |                         |                                                               |                                            |                                        |                                        |                                      |                                      |                                       |                                       |                             |                             |                  |                  |                  |                                       |                                       |
|                    |                                      |                                        |                                        |                        |                                                           |                                                           |                            |                                        |                                        |                       |                         | Ariprando Visconte dell'arcivescovo di Milano *fl. 1037 †1075 |                                            |                                        |                                        |                                      |                                      |                                       |                                       |                             |                             |                  |                  |                  |                                       |                                       |
|                    |                                      |                                        |                                        |                        |                                                           |                                                           |                            |                                        |                                        |                       |                         |                                                               |                                            |                                        |                                        |                                      |                                      |                                       |                                       |                             |                             |                  |                  |                  |                                       |                                       |
|                    |                                      |                                        |                                        |                        |                                                           |                                                           |                            |                                        |                                        |                       |                         |                                                               |                                            |                                        |                                        |                                      |                                      |                                       |                                       |                             |                             |                  |                  |                  |                                       |                                       |
|                    |                                      |                                        |                                        |                        | Ottone Visconte dell'arcivescovo di Milano fl. 1075 †1110 | Ottone Visconte dell'arcivescovo di Milano fl. 1075 †1110 |                            |                                        |                                        |                       |                         |                                                               | Ariprando fl. 1075 †1119~1123              | Ariprando fl. 1075 †1119~1123          |                                        |                                      |                                      |                                       |                                       | Anselmo fl. 1067~1075 †1109 | Anselmo fl. 1067~1075 †1109 |                  |                  |                  |                                       |                                       |
|                    |                                      |                                        |                                        |                        |                                                           |                                                           |                            |                                        |                                        |                       |                         |                                                               |                                            |                                        |                                        |                                      |                                      |                                       |                                       |                             |                             |                  |                  |                  |                                       |                                       |
|                    |                                      |                                        |                                        |                        |                                                           |                                                           |                            |                                        |                                        |                       |                         |                                                               |                                            |                                        |                                        |                                      |                                      |                                       |                                       |                             |                             |                  |                  |                  |                                       |                                       |
|                    |                                      |                                        | Guido *1123 †1142~1147                 | Guido *1123 †1142~1147 |                                                           |                                                           |                            | Ottobello *? †1170                     | Ottobello *? †1170                     |                       | Pietro *1123 †1170~1178 | Pietro *1123 †1170~1178                                       |                                            | Manfredo Console di Milano *1146 †1182 | Manfredo Console di Milano *1146 †1182 | Nazaro Console di Milano *1146 †1195 | Nazaro Console di Milano *1146 †1195 | Arialdo Console di Milano *1075 †1117 | Arialdo Console di Milano *1075 †1117 | Marchesio *1109~1119 †?     | Marchesio *1109~1119 †?     | Ardengo *? †1109 | Ardengo *? †1109 |                  |                                       |                                       |
|                    |                                      |                                        |                                        |                        |                                                           |                                                           |                            |                                        |                                        |                       |                         |                                                               |                                            |                                        |                                        |                                      |                                      |                                       |                                       |                             |                             |                  |                  |                  |                                       |                                       |
|                    |                                      |                                        |                                        |                        |                                                           |                                                           |                            |                                        |                                        |                       |                         |                                                               |                                            |                                        |                                        |                                      |                                      |                                       |                                       |                             |                             |                  |                  |                  |                                       |                                       |
|                    | Ottone Console di Milano *1134 †1192 | Ottone Console di Milano *1134 †1192   |                                        | Mazzocco *1134 †1179   | Mazzocco *1134 †1179                                      | Guglielmo *1134~1154 †1170                                | Guglielmo *1134~1154 †1170 | Manfredo Console di Milano *1170 †1215 | Manfredo Console di Milano *1170 †1215 | Ariprando *1155 †1211 | Ariprando *1155 †1211   | Ruggero Console di Milano *1158 †1202/1217                    | Ruggero Console di Milano *1158 †1202/1217 | Pietro Console di Milano *1170 †1188   | Pietro Console di Milano *1170 †1188   | Enrico *1189 †1230~1237              | Enrico *1189 †1230~1237              |                                       | Ardengo *1109 †?                      | Ardengo *1109 †?            | Anselmo *1109 †?            | Anselmo *1109 †? | Alberto *1109 †? | Alberto *1109 †? | Arialdo Console di Milano *1109 †1159 | Arialdo Console di Milano *1109 †1159 |
|                    |                                      |                                        |                                        |                        |                                                           |                                                           |                            |                                        |                                        |                       |                         |                                                               |                                            |                                        |                                        |                                      |                                      |                                       |                                       |                             |                             |                  |                  |                  |                                       |                                       |
|                    |                                      |                                        |                                        |                        |                                                           |                                                           |                            |                                        |                                        |                       |                         |                                                               |                                            |                                        |                                        |                                      |                                      |                                       |                                       |                             |                             |                  |                  |                  |                                       |                                       |
| Aliprando *? †1213 | Aliprando *? †1213                   | Uberto *? † ante 1248 ⚭ Berta Pirovano | Uberto *? † ante 1248 ⚭ Berta Pirovano | Guido *1173 †1219~1230 | Guido *1173 †1219~1230                                    |                                                           |                            |                                        |                                        |                       |                         |                                                               |                                            |                                        |                                        |                                      |                                      |                                       |                                       |                             |                             |                  |                  |                  |                                       |                                       |
|                    |                                      |                                        |                                        |                        |                                                           |                                                           |                            |                                        |                                        |                       |                         |                                                               |                                            |                                        |                                        |                                      |                                      |                                       |                                       |                             |                             |                  |                  |                  |                                       |                                       |
|                    |                                      |                                        |                                        |                        |                                                           |                                                           |                            |                                        |                                        |                       |                         |                                                               |                                            |                                        |                                        |                                      |                                      |                                       |                                       |                             |                             |                  |                  |                  |                                       |                                       |
|                    |                                      | · Ramo ducale                          |                                        |                        |                                                           |                                                           |                            |                                        |                                        |                       |                         |                                                               |                                            |                                        |                                        |                                      |                                      |                                       |                                       |                             |                             |                  |                  |                  |                                       |                                       |

### Milano, capoluogo della Lombardia

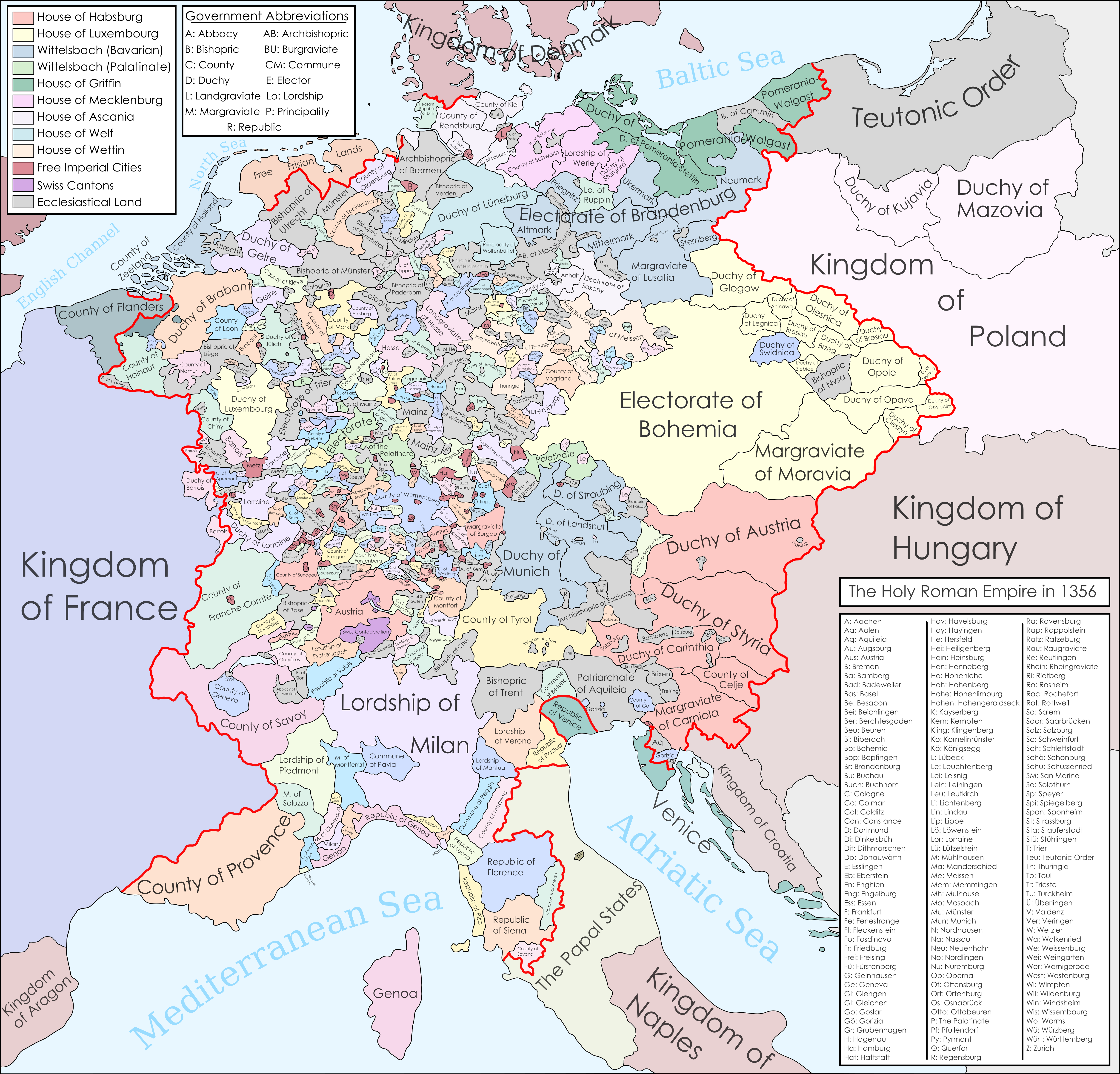
I domini viscontei all'interno dell'Impero nel 1356.

Le fortune dei Visconti iniziarono nel 1262, quando Ottone Visconti fu nominato arcivescovo di Milano. La nomina fu piuttosto casuale: Ottone venne infatti nominato da un intervento della curia papale, che per sedare i conflitti interni al capitolo metropolitano, normalmente incaricato della nomina, decise di nominare un esterno. Ottone, che all'epoca era il cappellano del cardinale Ottaviano degli Ubaldini, per oltre 15 anni non poté entrare in città dove era in corso una lotta di potere fra ghibellini e i guelfi guidati dai Della Torre. La battaglia di Desio (1277), in cui le truppe di Ottone sconfissero quelle di Napoleone della Torre, pose fine alla dominazione torriana e all'indipendenza del comune di Milano; Ottone fece ingresso in città e si insediò.
Nel 1287, in seguito alla distruzione di Castelseprio e alla sconfitta dei Della Torre, Matteo Visconti venne nominato "Capitano del popolo". Nel 1302 vi fu un breve ritorno del Della Torre durante il quale Matteo Visconti fu esiliato. Nel 1310, approfittando della riconciliazione imposta dalla discesa dell'imperatore Enrico VII di Lussemburgo, rientrò a Milano e l'anno successivo, forte del titolo di vicario imperiale conferitogli dall'imperatore, riuscì a estromettere definitivamente i Della Torre dando inizio ad un'opera di unificazione della Lombardia proseguita poi dai suoi successori.
L'opera di unificazione fu completata da Azzone Visconti, figlio di Galeazzo e nipote di Matteo, che si adoperò per gettare le basi di una struttura che coordinasse politicamente i suoi domini e che accentrasse il potere nelle mani della dinastia.
Nell'anno 1327, con la morte del padre, rimase lui come unico erede ed in opposizione al pontefice, comprò il titolo di vicario di Milano dall'Imperatore Ludovico IV. Nel 1332 al governo del nuovo vicario, si associarono gli zii Luchino e Giovanni Visconti, figli di Matteo, in una sorta di triumvirato. L'altro zio Lodrisio, rimastone fuori, inscenò invano una serie di congiure per spodestare i tre; quando tutti suoi complici furono arrestati da Azzone (23 novembre 1332), e rinchiusi nelle prigioni di Monza (dette i forni), fu costretto a fuggire a Verona, dove ospite di Mastino II della Scala, tesse una serie di alleanze, tra i quali rientravano gli scaligeri stessi ed il Signore di Novara Calcino Tornielli, nemico dell'Arcivescovo Giovanni. Si venne allo scontro decisivo il 21 febbraio 1339 nella Battaglia di Parabiago, vinta dai triumviri.
Dall'iniziale congregazione di città sottoposte al dominio di un unico signore, Giovanni e Luchino, ma soprattutto Gian Galeazzo e Bernabò, tramite un'intensa attività di consolidamento della loro supremazia attuata con il ridimensionamento delle autonomie locali e l'attrazione nella loro orbita delle molteplici piccole signorie rurali crearono una sorta di struttura statuale.
Con Giovanni Visconti, alla metà del XIV secolo si ebbe la prima grande espansione dei possedimenti della famiglia con la vittoria sui Signori di Verona (gli Scaligeri) e con la sottomissione addirittura di Genova e Bologna.

### Bernabò e Galeazzo II: due modelli diversi di governo e due corti distinte (Milano e Pavia)
Alla morte dell’arcivescovo Giovanni (1354), il consiglio generale del Comune di Milano diede mandato a Boschino Mantegazza di conferire la signoria ai nipoti del presule, i quali accettarono, richiedendo però un lodo per ripartire fra i tre i beni ereditari dello zio e lo stesso dominio. A Bernabò andarono inizialmente due porte di Milano, unitamente alle città e alle terre orientali: Bergamo, Brescia, Cremona, Crema, Soncino, la Val Camonica, la Riviera del Garda, Rivolta e Caravaggio. A Galeazzo spettò la fascia di territorio più occidentale e più vicina ai domini sabaudi, con cui tanti legami egli aveva: Vercelli, Novara, Alba, Asti, Alessandria, Tortona, Bassignana, Vigevano e Como. Mentre a Matteo II spettarono: Lodi, Parma, Piacenza, Bobbio, Bologna, Pontremoli, Melegnano, Monza, Vaprio e Pandino (oltre ai contadi della Martesana e della Bazana). Dopo la morte di Matteo nel 1355 Bernabò ottenne Lodi, Parma e Pandino, mentre Galeazzo II ebbe Piacenza, Bobbio, Pontremoli e Monza  e le porte di Milano Comacina, Vercellina, Giovia e Ticinese, nonché i territori del Seprio e della Bulgaria.
Bernabò, che nel 1371 riuscì a conquistare Reggio Emilia, amministrò la giustizia in deroga a statuti e consuetudini, talora in prima persona dal dominus, facendone uno strumento di costruzione del consenso. Inoltre resse il dominio appoggiandosi alla moglie e ai figli, cui affidò il governo di singole comunità e città, riducendo in tal modo al minimo la sua curia. Trattò molto spesso con durezza i guelfi, favorendo i ghibellini.
Galeazzo II, dopo la presa di Pavia, il 13 novembre del 1359, portò la sua residenza e la sua corte a Pavia. L’impressionante rinnovamento urbanistico cui fu sottoposta la città per ordine di Galeazzo II a partire dal 1360 appare un piano ben preordinato, intriso di grandeur regia e votato alla valorizzazione della memoria del ruolo di capitale del Regno longobardo prima e del Regno d'Italia poi, che Pavia ebbe fino all'XI secolo. Eredità a cui Galeazzo II, e in seguito anche il figlio Gian Galeazzo, voleva richiamarsi, utilizzando soprattutto le memorie della regalità altomedievale che Pavia conservava, al fine di legittimare il suo potere e ponendosi in diretta continuità con i re longobardi e altomedievali. Terminati il cantiere del castello, nel 1365, Galeazzo II, forse anche a causa di certi dissapori nei confronti del fratello Bernabò, lasciò Milano e si trasferì con tutta la sua corte a Pavia.
Da Pavia Galeazzo II, caratterizzato da pratiche di governo e ideali completamenti diversi dal fratello, governò la parte occidentale dei domini viscontei. Il signore, dotato di spiccata cultura (diversamente da Bernabò che non amò mai circondarsi da intellettuali), non solo ospitò presso la sua corte Francesco Petrarca, ma dotò il proprio castello di Pavia di una importante biblioteca (poi arricchita dai suoi successori) e fondò, nel 1360, l’università, la prima di tutto Stato visconteo. Sia lui sia la moglie Bianca di Savoia patrocinarono la creazione di importanti cantieri, come la chiesa del Carmine o il monastero di Santa Chiara la Reale e, sempre richiamandosi al sogno regio, dotò il suo castello di vasto parco (il parco Visconteo) che doveva rievocare il favoloso giardino del palazzo Reale altomedievale e volle essere sepolto nella Basilica di San Pietro in Ciel d’Oro, dove si trovava la tomba del re longobardo Liutprando.

### Gian Galeazzo e il sogno regio visconteo

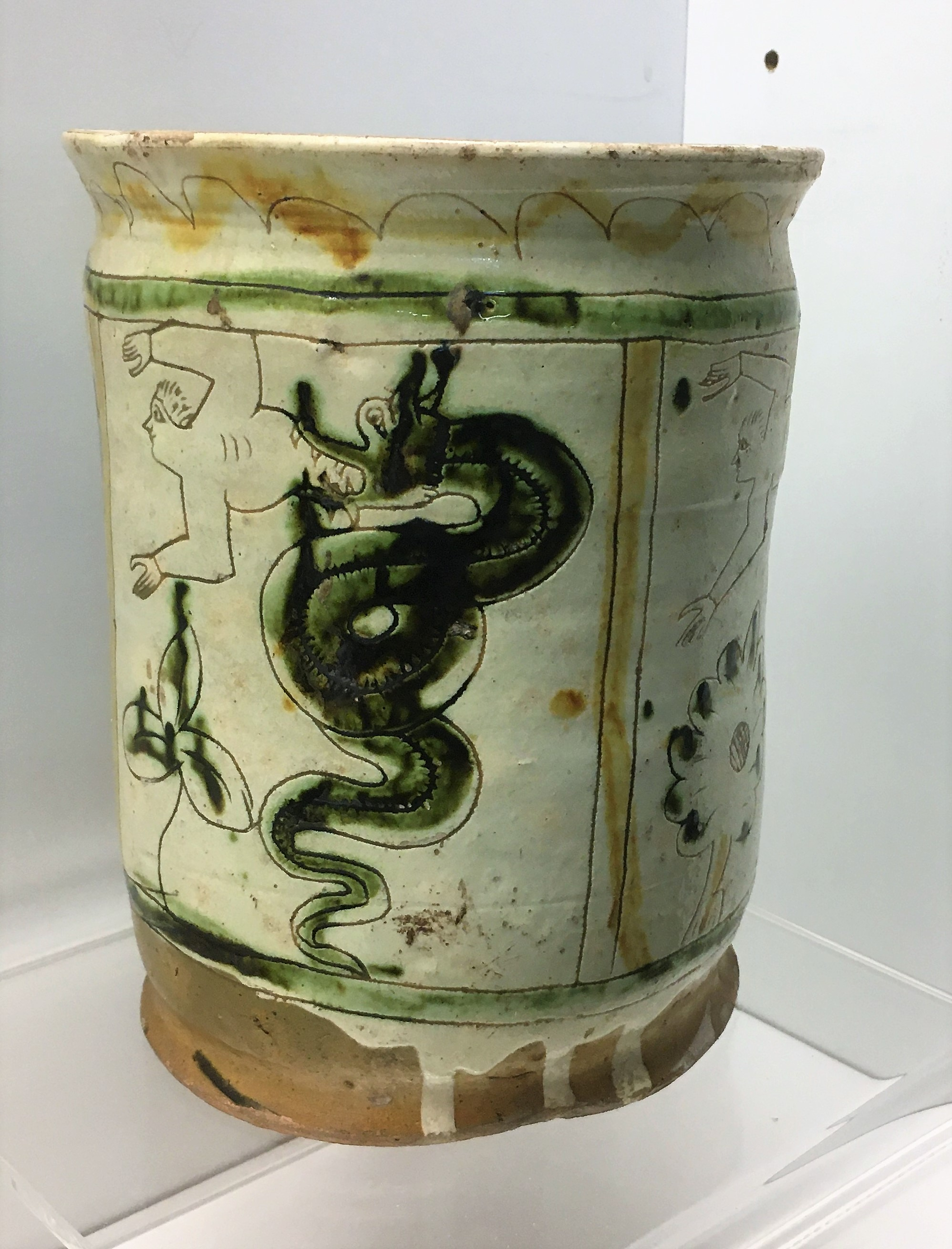
Albarello decorato con lo stemma visconteo ritrovato nella tomba di Gian Galeazzo, Pavia, Musei Civici

Il successore di Galeazzo II, Gian Galeazzo, proseguì con maggiore vigore le idee del padre. Fino al colpo di mano del 1385, che gli permise, con la deposizione dello zio Bernabò di unificare i domini viscontei, la dinastia fu divisa in due corti: quella di Milano, dove risiedeva Bernabò, e quella di Gian Galeazzo a Pavia. Dopo il 1385 Gian Galeazzo e la sua corte, pur itinerando di continuo tra Pavia e Milano, molto più spesso risiedeva a Pavia, soggiornando volentieri nel castello e frequentando il Parco Visconteo, che Gian Galeazzo non solo fece ampliare, ma lo dotò di nuove strutture, al termine del quale si trovava la Certosa, il tempio dinastico voluto dal signore. La presenza a Pavia della corte, anche per Gian Galeazzo, aveva un chiaro ruolo simbolico, dato che permetteva ai Visconti di richiamarsi sia ai re longobardi che a quelli del regno d’Italia, legittimando così le loro pretese regie. Con Gian Galeazzo lo Stato Visconteo raggiunse la sua massima estensione: tra il 1387 e il 1389 furono conquistate Verona, Vicenza, Feltre, Belluno e, temporaneamente, Padova, mentre tra il 1399 e il 1402 il signore estese il suo controllo a Pisa, Siena, Perugia, Assisi e Bologna. Ma soprattutto, richiamandosi al sogno regio del padre, Gian Galeazzo riuscì a trasformare i Visconti in una dinastia ereditaria grazie all'ottenimento nel 1396 del titolo di duca di Milano da parte dell'imperatore Venceslao. Faceva parte del progetto del signore la creazione (sempre concessa dall'imperatore) della contea di Pavia (1396) destinata al primogenito, la duplicazione della capitale e delle sedi della corte (Milano e Pavia) e l'istituzione di una struttura burocratica e camerale che raddoppiava le istituzioni milanesi (solo nel tardo Quattrocento gli Sforza tentarono di superare questa dualità, ma nonostante questi tentativi a Pavia restarono archivi, Biblioteca, reliquie, strutture residenziali cortigiane e l'immenso Parco Visconteo fino alla caduta della dinastia sforzesca). La duplice sede della corte, tra Milano e Pavia, attribuiva a quest'ultima un ruolo distinto, una identità forte e prestigiosa all'interno del dominio e rispetto alle altre città, a scapito della centralità milanese, situazione che rimase anche dopo il 1413, quando Filippo Maria Visconti scelse definitivamente Milano come sede principale della corte.

### Ducato di Milano

Domini alla morte del Duca Gian Galeazzo Visconti (le date indicano l'inizio e l'eventuale fine del dominio visconteo)

Dopo la morte di Gian Galeazzo nel 1402 il Ducato - che aveva raggiunto la sua massima espansione - passò ai suoi figli Giovanni Maria e Filippo Maria, ma il dominio, che Gian Galeazzo aveva messo insieme con ogni sorta di violenze, andò in pezzi, e a mala pena poterono essere conservate le province più vecchie che lo componevano.
La linea Ducale di Milano si estinse nella linea maschile con la morte di Filippo Maria nel 1447 ed il Ducato passò (dopo la breve esperienza della Repubblica Ambrosiana) a Francesco Sforza, il quale aveva sposato la figlia illegittima di Filippo, Bianca Maria. La presa di potere di Sforza fu resa possibile anche grazie ai tumulti che segnarono la caduta della Repubblica, nei quali ebbe un ruolo di rilievo tra i capi Gaspare da Vimercate (Vimercati). In linea femminile legittima, i Valois-Orleans, quali discendenti di Valentina Visconti, vantavano seri diritti su Milano, diritti che furono fatti valere da Luigi XII di Francia agli inizi del XVI secolo.

## Visconti di Modrone

Stemma dei Visconti di Modrone

I Visconti di Modrone discendono da Vercellino Visconti, figlio di Uberto (podestà di Vercelli e Como fra il 1290 e il 1295), fratello di Matteo I Visconti, signore di Milano.
Da Vercellino discesero Giovanni, la cui linea si estinse con Ottone che fu uno degli uccisori di Giovanni Battista Visconti e Antonio nella cui discendenza sono degni di menzione: Guido marito di Leta Manfredi, governatore di Genova e Cremona sotto Galeazzo Maria Sforza e padre di Veronica moglie di Federico Borromeo; Giovanni Battista, marito di Paola Benzoni, che fu inviato come ambasciatore di Milano presso Carlo V d'Asburgo nel 1541.
Nel 1683 Nicolò Maria Visconti figlio di Antonio Coriolano e di Maddalena Durini, sposò Teresa Modroni facendo nascere il ramo collaterale dei Visconti di Modrone che acquisisce il titolo di Marchesi di Vimodrone.
Con decreto del 5 marzo 1813, Napoleone Bonaparte concede il titolo di Duca del Regno a Carlo Visconti di Modrone. Il titolo verrà poi riconfermato pochi anni più tardi dall'imperatore Francesco I d'Austria, nuovo sovrano della Lombardia a seguito della caduta di Napoleone. Nel 1837, venuto a mancare il duca Carlo, privo di discendenza diretta, titoli e proprietà vennero trasferiti al cugino di secondo grado Uberto, figlio di Gaetano e Aurelia Gonzaga marito di Giovanna Gropallo e padre del Duca Raimondo, del Duca (dopo la morte del fratello) Guido, Carlo, Luigi e Gaetano.
Da Guido discendono gli attuali membri della famiglia. Nel 1937, Vittorio Emanuele III concesse il titolo di Duca di Grazzano Visconti a Giuseppe, terzo figlio di Guido, per ricompensa il restauro del borgo storico, del castello di Grazzano e per la promozione dell'artigianato.
Al ramo dei Visconti di Modrone appartengono inoltre:
- Uberto Visconti di Modrone, imprenditore
- Marcello Visconti di Modrone, figlio di Uberto
- Guido Visconti di Modrone (militare)
- Luchino Visconti di Modrone regista
- Galeazzo Visconti di Modrone
- Eriprando Visconti di Modrone regista.

## Tavola genealogica del ramo ducale
Il più antico noto e sicuro componente della dinastia è Anselmo Vicecomes, vivente nel 1067 e 1075. Ebbe due figli: Arialdo e Marchisio, citati in un documento del 1109 assieme ai parenti (cugini) Ardengo, Anselmo, Alberto, Maraldo, Vifredo. Altri Visconti indicati nei documenti dei secoli XI e XII: Rogelio (1184), Arnoldo (1184), il Console di Giustizia Nazario (nel 1185, 1190, 1192), il Rettore Manfredo (1208) e Rogerio Vicecomes di Riziolo Console di Giustizia a Milano nel 1209.
|                                                  |                                                  |                                                                               |                                                                               |                                                           |                                                           |                                                    |                                                    | | |              |              |                                                                                 |                                                                                 |                                                                   |                                                                   | | | | |                                                                                                  |                                                                                                  |                                              |                                           |                  |                  |                     |                     |                     |                     |                   |                   |
|                                                  |                                                  |                                                                               |                                                                               |                                                           |                                                           |                                                    |                                                    | | |              |              |                                                                                 |                                                                                 |                                                                   |                                                                   | | | | |                                                                                                  |                                                                                                  | Uberto *? † ante 1248 ⚭ Berta Pirovano *? †? |                                           |                  |                  |                     |                     |                     |                     |                   |                   |
|                                                  |                                                  |                                                                               |                                                                               |                                                           |                                                           |                                                    |                                                    | | |              |              |                                                                                 |                                                                                 |                                                                   |                                                                   | | | | |                                                                                                  |                                                                                                  |                                              |                                           |                  |                  |                     |                     |                     |                     |                   |                   |
|                                                  |                                                  |                                                                               |                                                                               |                                                           |                                                           |                                                    |                                                    | | |              |              |                                                                                 |                                                                                 |                                                                   |                                                                   | | | | |                                                                                                  |                                                                                                  |                                              |                                           |                  |                  |                     |                     |                     |                     |                   |                   |
|                                                  |                                                  |                                                                               |                                                                               |                                                           |                                                           |                                                    |                                                    | | |              |              |                                                                                 |                                                                                 |                                                                   |                                                                   | Ottone I signore di Milano *1207 †1295 | Ottone I signore di Milano *1207 †1295 | Azzone *? †1262 | Azzone *? †1262 | Andreotto *? †?                                                                                  | Andreotto *? †?                                                                                  | Obizzo fl. 1266 ⚭ Fiorina Mandelli *? †?     | Obizzo fl. 1266 ⚭ Fiorina Mandelli *? †?  | Gaspare fl. 1248 | Gaspare fl. 1248 | Uberto *? †1269     | Uberto *? †1269     | Beatrice *? †?      | Beatrice *? †?      |                   |                   |
|                                                  |                                                  |                                                                               |                                                                               |                                                           |                                                           |                                                    |                                                    | | |              |              |                                                                                 |                                                                                 |                                                                   |                                                                   | | | | |                                                                                                  |                                                                                                  |                                              |                                           |                  |                  |                     |                     |                     |                     |                   |                   |
|                                                  |                                                  |                                                                               |                                                                               |                                                           |                                                           |                                                    |                                                    | | |              |              |                                                                                 |                                                                                 |                                                                   |                                                                   | | | | |                                                                                                  |                                                                                                  |                                              |                                           |                  |                  |                     |                     |                     |                     |                   |                   |
|                                                  |                                                  |                                                                               |                                                                               |                                                           |                                                           |                                                    |                                                    | | |              |              |                                                                                 |                                                                                 |                                                                   |                                                                   | | | | | Teobaldo *1230 †1276 ⚭ Anastasia Pirovano *? †?                                                  | Teobaldo *1230 †1276 ⚭ Anastasia Pirovano *? †?                                                  |                                              |                                           | · rami cadetti   | · rami cadetti   |                     |                     |                     |                     |                   |                   |
|                                                  |                                                  |                                                                               |                                                                               |                                                           |                                                           |                                                    |                                                    | | |              |              |                                                                                 |                                                                                 |                                                                   |                                                                   | | | | |                                                                                                  |                                                                                                  |                                              |                                           |                  |                  |                     |                     |                     |                     |                   |                   |
|                                                  |                                                  |                                                                               |                                                                               |                                                           |                                                           |                                                    |                                                    | | |              |              |                                                                                 |                                                                                 |                                                                   |                                                                   | | | | |                                                                                                  |                                                                                                  |                                              |                                           |                  |                  |                     |                     |                     |                     |                   |                   |
|                                                  |                                                  |                                                                               |                                                                               |                                                           |                                                           |                                                    |                                                    | | |              |              | Matteo I II signore di Milano *1250 †1322 ⚭ Bonacossa Borri *? †?               | Matteo I II signore di Milano *1250 †1322 ⚭ Bonacossa Borri *? †?               |                                                                   |                                                                   | | | | |                                                                                                  |                                                                                                  |                                              |                                           |                  |                  |                     |                     | Uberto *1250 †~1315 | Uberto *1250 †~1315 |                   |                   |
|                                                  |                                                  |                                                                               |                                                                               |                                                           |                                                           |                                                    |                                                    | | |              |              |                                                                                 |                                                                                 |                                                                   |                                                                   | | | | |                                                                                                  |                                                                                                  |                                              |                                           |                  |                  |                     |                     |                     |                     |                   |                   |
|                                                  |                                                  |                                                                               |                                                                               |                                                           |                                                           |                                                    |                                                    | | |              |              |                                                                                 |                                                                                 |                                                                   |                                                                   | | | | |                                                                                                  |                                                                                                  |                                              |                                           |                  |                  |                     |                     |                     |                     |                   |                   |
| Floramonda *? †1321 ⚭ Guidetto Mandelli *? †1319 | Floramonda *? †1321 ⚭ Guidetto Mandelli *? †1319 | Galeazzo I III signore di Milano *1277 †1328 ⚭ Beatrice d'Este *? †?          | Galeazzo I III signore di Milano *1277 †1328 ⚭ Beatrice d'Este *? †?          | Beatrice *~1280 †? ⚭ Spinetta Malaspina *1282 †1352       | Beatrice *~1280 †? ⚭ Spinetta Malaspina *1282 †1352       | Caterina *1282 †1311 ⚭ Alboino della Scala * †1311 | Caterina *1282 †1311 ⚭ Alboino della Scala * †1311 | Luchino V signore di Milano *1287 †1349 ⚭ (I) Violante di Saluzzo *? †? ⚭ (II) Caterina Spinola *? †? ⚭ (III) Isabella Fieschi *? †? | Luchino V signore di Milano *1287 †1349 ⚭ (I) Violante di Saluzzo *? †? ⚭ (II) Caterina Spinola *? †? ⚭ (III) Isabella Fieschi *? †? |              |              |                                                                                 |                                                                                 |                                                                   |                                                                   | Stefano *1288 †1327 ⚭ Valentina Doria *? †? | Stefano *1288 †1327 ⚭ Valentina Doria *? †? | | Marco *~1289 †1329 | Marco *~1289 †1329                                                                               |                                                                                                  | Giovanni VI signore di Milano *1290 †1354    | Giovanni VI signore di Milano *1290 †1354 | quattro figli    | quattro figli    | Vercellino fl. 1317 | Vercellino fl. 1317 | Giovanni fl. 1320   | Giovanni fl. 1320   | Ottorino fl. 1335 | Ottorino fl. 1335 |
|                                                  |                                                  |                                                                               |                                                                               |                                                           |                                                           |                                                    |                                                    | | |              |              |                                                                                 |                                                                                 |                                                                   |                                                                   | | | | |                                                                                                  |                                                                                                  |                                              |                                           |                  |                  |                     |                     |                     |                     |                   |                   |
|                                                  |                                                  |                                                                               |                                                                               |                                                           |                                                           |                                                    |                                                    | | |              |              |                                                                                 |                                                                                 |                                                                   |                                                                   | | | | |                                                                                                  |                                                                                                  |                                              |                                           |                  |                  |                     |                     |                     |                     |                   |                   |
| (nat.) Caterina *? †? ⚭ Alaone Spinola *? †?     | (nat.) Caterina *? †? ⚭ Alaone Spinola *? †?     | Azzone IV signore di Milano *1302 †1339 ⚭ Caterina di Savoia-Vaud *1324 †1388 | Azzone IV signore di Milano *1302 †1339 ⚭ Caterina di Savoia-Vaud *1324 †1388 | Ricciarda *1304 †1366 ⚭ Tommaso II di Saluzzo *1304 †1357 | Ricciarda *1304 †1366 ⚭ Tommaso II di Saluzzo *1304 †1357 | (I) Caterina *? †? ⚭ Francesco d'Este *1325 †1384  | (I) Caterina *? †? ⚭ Francesco d'Este *1325 †1384  | (III) Luchino Novello *1346 †1399 ⚭ (I) Maddalena Boccanegra *? †? ⚭ (II) Maddalena Strozzi *? †?                                    | (III) Luchino Novello *1346 †1399 ⚭ (I) Maddalena Boccanegra *? †? ⚭ (II) Maddalena Strozzi *? †?                                    | cinque figli | cinque figli | Matteo II VII consignore di Milano *1319 †1355 ⚭ Gigliola Gonzaga *~1325 †~1377 | Matteo II VII consignore di Milano *1319 †1355 ⚭ Gigliola Gonzaga *~1325 †~1377 |                                                                   |                                                                   | Galeazzo II VII consignore di Milano *1320? †1378 ⚭ (I) Malgarola da Lucino *? †? ⚭ (II) Bianca di Savoia *1336 †1387                                                       | Galeazzo II VII consignore di Milano *1320? †1378 ⚭ (I) Malgarola da Lucino *? †? ⚭ (II) Bianca di Savoia *1336 †1387                                                       | | | Bernabò VII consignore di Milano VIII signore di Milano                                          | Bernabò VII consignore di Milano VIII signore di Milano                                          | (nat.) Leonardo fl. 1348                     | (nat.) Leonardo fl. 1348                  |                  |                  | · rami cadetti      | · rami cadetti      | · rami cadetti      | · rami cadetti      | · rami cadetti    | · rami cadetti    |
|                                                  |                                                  |                                                                               |                                                                               |                                                           |                                                           |                                                    |                                                    | | |              |              |                                                                                 |                                                                                 |                                                                   |                                                                   | | | | |                                                                                                  |                                                                                                  |                                              |                                           |                  |                  |                     |                     |                     |                     |                   |                   |
|                                                  |                                                  |                                                                               |                                                                               |                                                           |                                                           |                                                    |                                                    | | |              |              |                                                                                 |                                                                                 |                                                                   |                                                                   | | | | |                                                                                                  |                                                                                                  |                                              |                                           |                  |                  |                     |                     |                     |                     |                   |                   |
|                                                  |                                                  | (nat.) Luchina *? †? ⚭ Lucolo del Zotta *? †?                                 | (nat.) Luchina *? †? ⚭ Lucolo del Zotta *? †?                                 |                                                           |                                                           |                                                    |                                                    | cinque figlie | cinque figlie |              |              | Caterina *1342 †1382 ⚭ Ugolino Gonzaga *1320 †1362                              | Caterina *1342 †1382 ⚭ Ugolino Gonzaga *1320 †1362                              | tre figli                                                         | tre figli                                                         | (II) Gian Galeazzo IX signore di Milano I duca di Milano *1351 †1402 ⚭ (I) Isabella di Valois *1348 †1372 con. Agnese Mantegazza *? †? ⚭ (II) Caterina Visconti *1362 †1404 | (II) Gian Galeazzo IX signore di Milano I duca di Milano *1351 †1402 ⚭ (I) Isabella di Valois *1348 †1372 con. Agnese Mantegazza *? †? ⚭ (II) Caterina Visconti *1362 †1404 | (II) Violante *1354 †1386 ⚭ (I) Lionello Plantageneto *1338 †1368 ⚭ (II) Ottone III del Monferrato *1360 †1378 ⚭ (III) Ludovico Visconti *1355 †1404 | (II) Violante *1354 †1386 ⚭ (I) Lionello Plantageneto *1338 †1368 ⚭ (II) Ottone III del Monferrato *1360 †1378 ⚭ (III) Ludovico Visconti *1355 †1404 | · Discendenza di · Bernabò Visconti                                                              | · Discendenza di · Bernabò Visconti                                                              |                                              |                                           |                  |                  |                     |                     |                     |                     |                   |                   |
|                                                  |                                                  |                                                                               |                                                                               |                                                           |                                                           |                                                    |                                                    | | |              |              |                                                                                 |                                                                                 |                                                                   |                                                                   | | | | |                                                                                                  |                                                                                                  |                                              |                                           |                  |                  |                     |                     |                     |                     |                   |                   |
|                                                  |                                                  |                                                                               |                                                                               |                                                           |                                                           |                                                    |                                                    | | |              |              |                                                                                 |                                                                                 |                                                                   |                                                                   | | | | |                                                                                                  |                                                                                                  |                                              |                                           |                  |                  |                     |                     |                     |                     |                   |                   |
|                                                  |                                                  |                                                                               |                                                                               |                                                           |                                                           |                                                    |                                                    | | |              |              | tre figli                                                                       | tre figli                                                                       | (I) Valentina *1371 †1408 ⚭ Luigi I di Valois-Orléans *1372 †1407 | (I) Valentina *1371 †1408 ⚭ Luigi I di Valois-Orléans *1372 †1407 | (nat.) Gabriele Maria *1385 †1408 | (nat.) Gabriele Maria *1385 †1408 | (II) Giovanni Maria II duca di Milano *1388 †1412 ⚭ Antonia Malatesta *1394 † post 1412                                                              | (II) Giovanni Maria II duca di Milano *1388 †1412 ⚭ Antonia Malatesta *1394 † post 1412                                                              | (II) Filippo Maria III duca di Milano *1392 †1447 ⚭ (I) Beatrice Lascaris ⚭ (II) Maria di Savoia | (II) Filippo Maria III duca di Milano *1392 †1447 ⚭ (I) Beatrice Lascaris ⚭ (II) Maria di Savoia |                                              |                                           |                  |                  |                     |                     |                     |                     |                   |                   |
|                                                  |                                                  |                                                                               |                                                                               |                                                           |                                                           |                                                    |                                                    | | |              |              |                                                                                 |                                                                                 |                                                                   |                                                                   | | | | |                                                                                                  |                                                                                                  |                                              |                                           |                  |                  |                     |                     |                     |                     |                   |                   |
|                                                  |                                                  |                                                                               |                                                                               |                                                           |                                                           |                                                    |                                                    | | |              |              |                                                                                 |                                                                                 |                                                                   |                                                                   | | | | |                                                                                                  |                                                                                                  |                                              |                                           |                  |                  |                     |                     |                     |                     |                   |                   |
|                                                  |                                                  |                                                                               |                                                                               |                                                           |                                                           |                                                    |                                                    | | |              |              |                                                                                 |                                                                                 |                                                                   |                                                                   | Jacopo *~1405 † post 1446 | Jacopo *~1405 † post 1446 | | | Bianca Maria *1425 †1468 ⚭ Francesco Sforza IV duca di Milano *1401 †1466                        | Bianca Maria *1425 †1468 ⚭ Francesco Sforza IV duca di Milano *1401 †1466                        |                                              |                                           |                  |                  |                     |                     |                     |                     |                   |                   |
|                                                  |                                                  |                                                                               |                                                                               |                                                           |                                                           |                                                    |                                                    | | |              |              |                                                                                 |                                                                                 |                                                                   |                                                                   | | | | |                                                                                                  |                                                                                                  |                                              |                                           |                  |                  |                     |                     |                     |                     |                   |                   |
|                                                  |                                                  |                                                                               |                                                                               |                                                           |                                                           |                                                    |                                                    | | |              |              |                                                                                 |                                                                                 |                                                                   |                                                                   | | | | |                                                                                                  |                                                                                                  |                                              |                                           |                  |                  |                     |                     |                     |                     |                   |                   |
|                                                  |                                                  |                                                                               |                                                                               |                                                           |                                                           |                                                    |                                                    | | |              |              |                                                                                 |                                                                                 |                                                                   |                                                                   | | | | | · Sforza di Milano                                                                               |                                                                                                  |                                              |                                           |                  |                  |                     |                     |                     |                     |                   |                   |

## Rami cadetti
I rami cadetti della famiglia Visconti:
- Visconti di Oleggio Castello
- Visconti di Modrone
- Visconti Venosta
- Conti di Sesto Calende, II ramo estinto 1552
- Visconti Borromeo, estinto nel 1564
- Signori e conti di Busto Arsizio, estinto nel 1583
- Signori di Groppello, estinto nel 1598
- Marchesi di San Vito dal 1619, estinto dal 1997
- Signori di Albizzate, estinto nel 1633
- Conti di Sesto Calende, III ramo estinto 1656
- Marchesi di Turano, estinto nel 1672
- Conti di Carbonara, estinto nel 1693
- Visconti di Besnate, estinto nel 1715
- Conti di Gallarate e Marchesi di Cislago, estinto nel 1716
- Conti di Sezze, estinto nel 1716
- Visconti di Crenna, estinto nel 1722
- Marchesi di San Giorgio, estinto nel 1724
- Marchesi della Motta, estinto nel 1740
- Visconti Borromeo Arese, o Visconti di Brebbia estinto nel 1750
- Signori di Lonate Pozzolo, dal 1778
- Marchesi di Borgoratto, estinto nel 1787
- Marchesi di S. Alessandro, estinto nel 1794
- Visconti di Massino, estinto nel 1802[60]
- Conti di Sesto Calende, estinto nel 1814
- Conti Visconti Borromeo, estinto nel 1834
- Conti e signori di Fontaneto, estinto nel 1887
- Consignori di Brignano (Brignano Gera d'Adda), estinto nel 1892[61]
- Visconti d'Aragona, estinto nel 1895
- Signori di Cassano Magnago, estinto nel XIX secolo
- Baroni di Ornavasso, estinto nel XX secolo
- Conti di Saliceto, estinto nel 1924
- Visconti di Baratonia

## Stemma

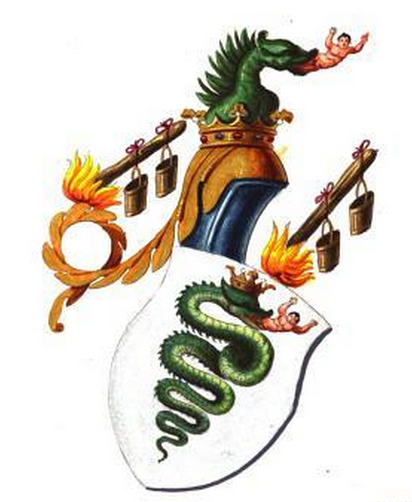
Stemma visconteo con cimiero

Questo privilegio si dice concesso a quella famiglia in considerazione delle vittoriose imprese compiute in Oriente contro i saracini da un Ottone Visconti valorosissimo uomo.»
(Bonvesin de la Riva, De magnalibus urbis Mediolani)
Secondo il libro Storia di Milano (1945) di Alessandro Visconti, lo stemma dei Visconti fu in origine uno dei vessilli del Comune di Milano: era una bandiera bianca che riproponeva in azzurro il serpente della basilica di Sant'Ambrogio. A seguito della crociate vi posero l'insegna di un saraceno sanguinante.
In molti dimostrabili esempi la stessa iconografia risale al tardo impero romano ed è prodotto della nuova fede cristiana che, come simbolo di resurrezione e profezia, adoperano l'immagine di Giona, che nell'Antico e nel Nuovo Testamento viene ingoiato e, dopo tre giorni, vomitato da un grande pesce, raffigurato dagli artisti dell'epoca come un biscione.
Il poeta forlivese Giacomo Allegretti, nel XIV secolo, scrisse un carme sulla "bissa milanese", cioè il serpente - “ Biscione “ ( ? ).
Nello stemma dei Visconti il Drago - mostro, forse non più’ aggressivo .
Una ipotetica leggenda popolare vuole che il Drago sia stato aggiunto allo stemma di famiglia dopo che un esponente della famiglia Visconti, avendo trovato una vipera o altro serpente nell'elmo, senza scomporsi l'abbia presa con la mano e gettata lontano senza venire morso da questa.
Alcuni esempi dello stemma della famiglia Visconti raffiguranti il Drago - serpente :

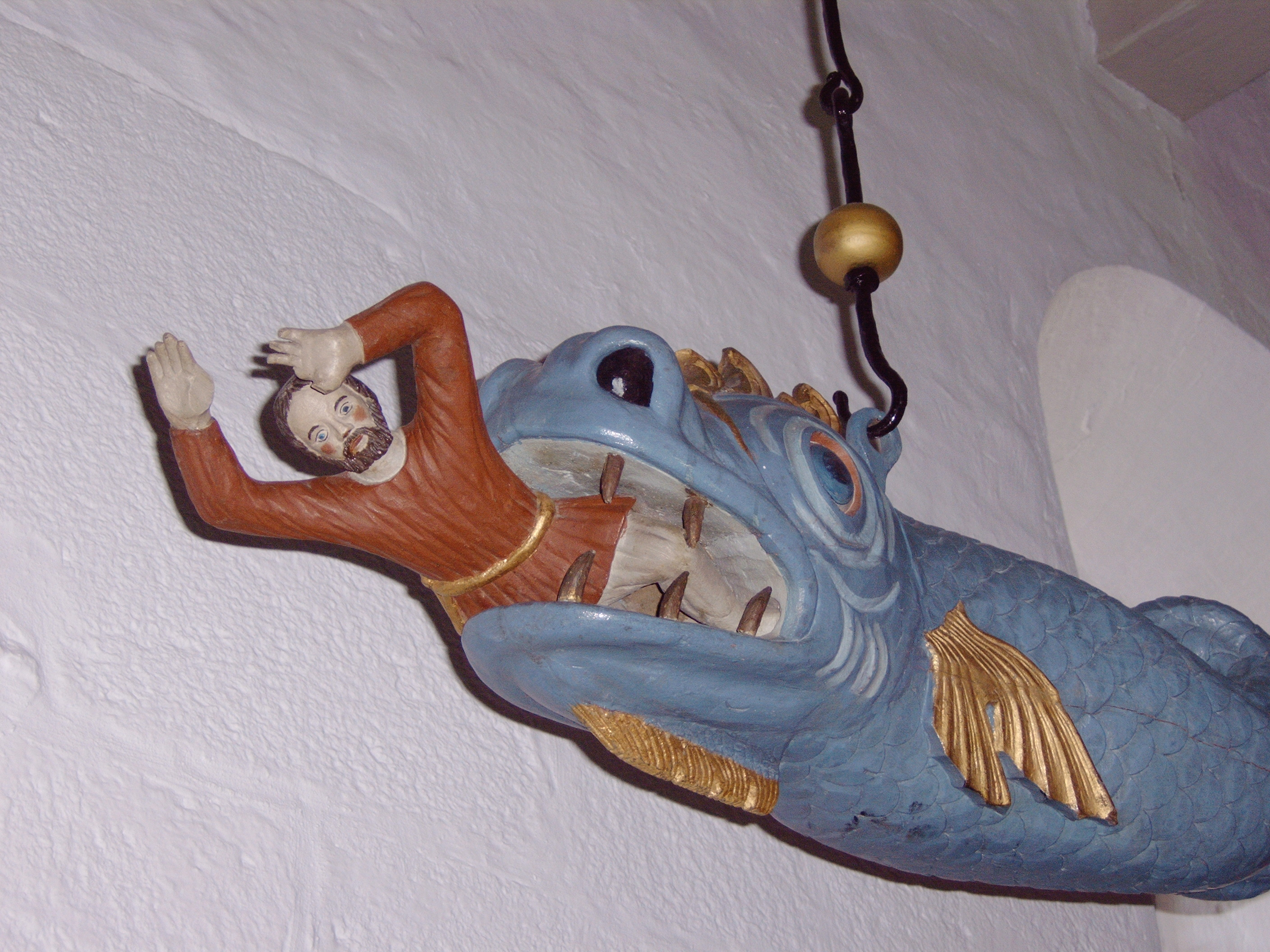
Statua del profeta Giona mentre viene vomitato dal grande pesce
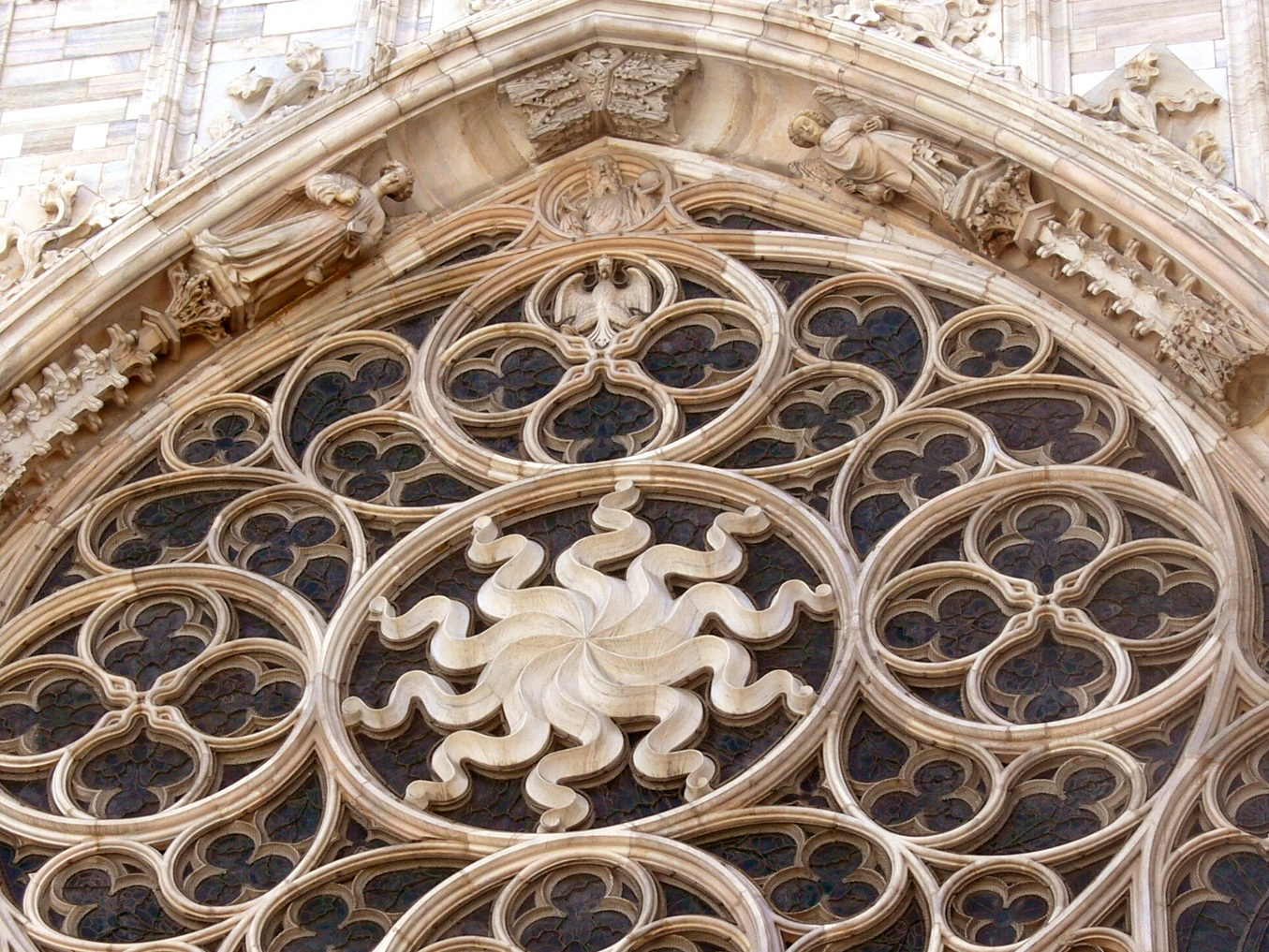
Duomo di Milano con il simbolo dei Visconti
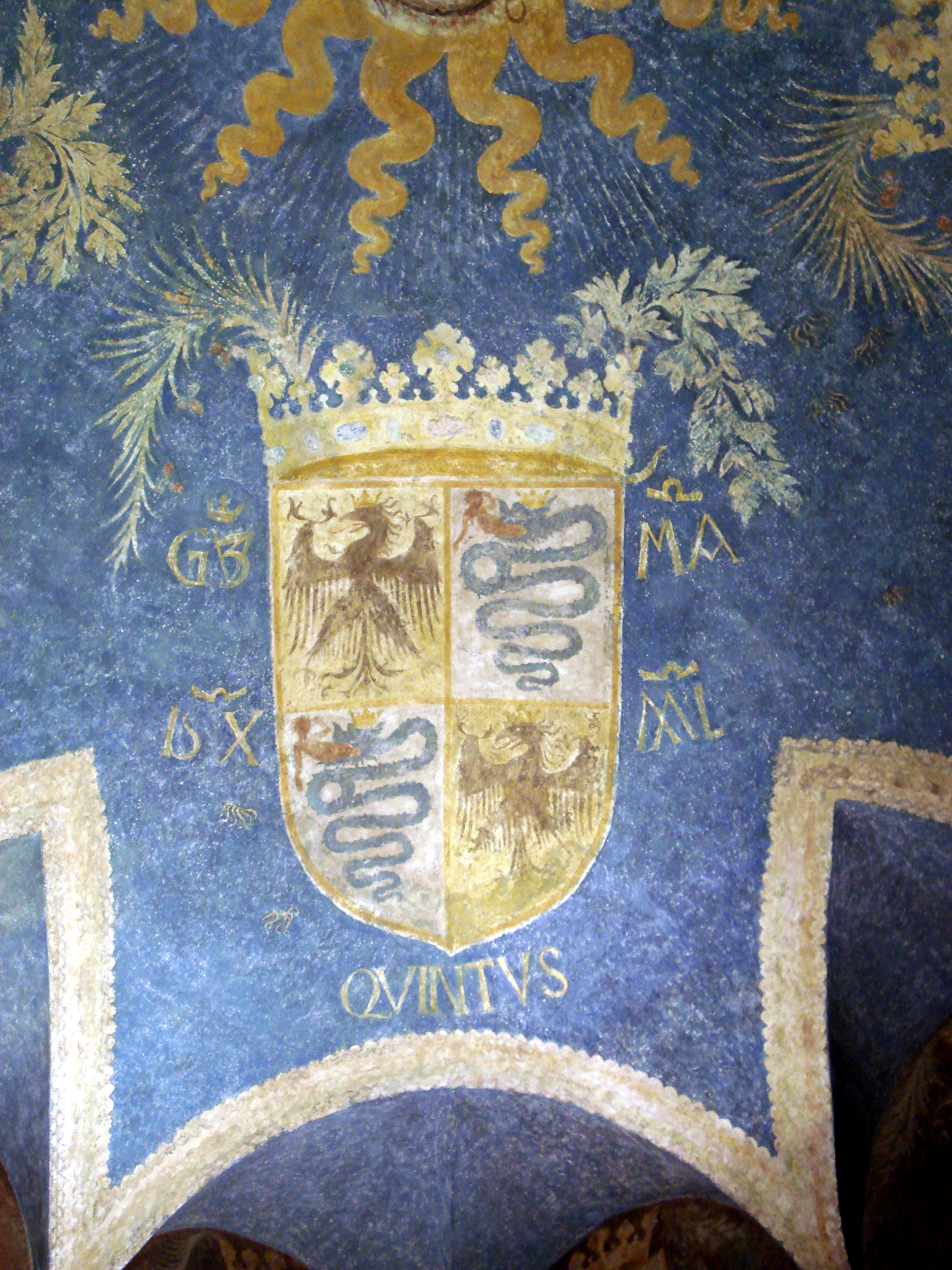
Stemma di Gian Galeazzo Visconti, dipinto su un soffitto del Castello Visconteo Sforzesco di Milano. L'acquila imperiale fu concessa dall'imperatore al nuovo Duca di Milano nel 1396. Lo stemma fu' ripreso dagli Sforza.
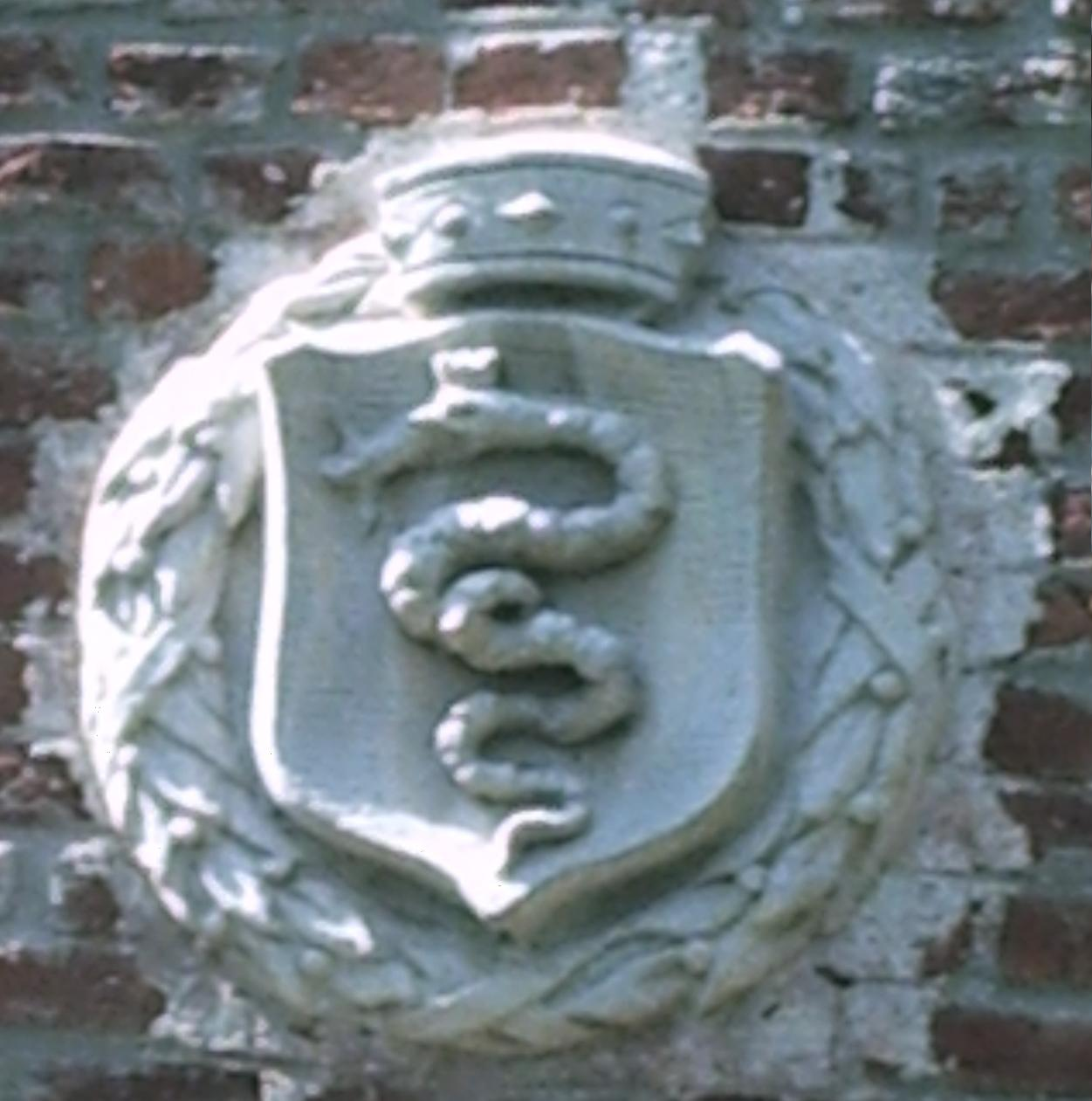
Stemma visconteo, particolare della facciata posteriore di Villa Maggi-Corvini a Parabiago
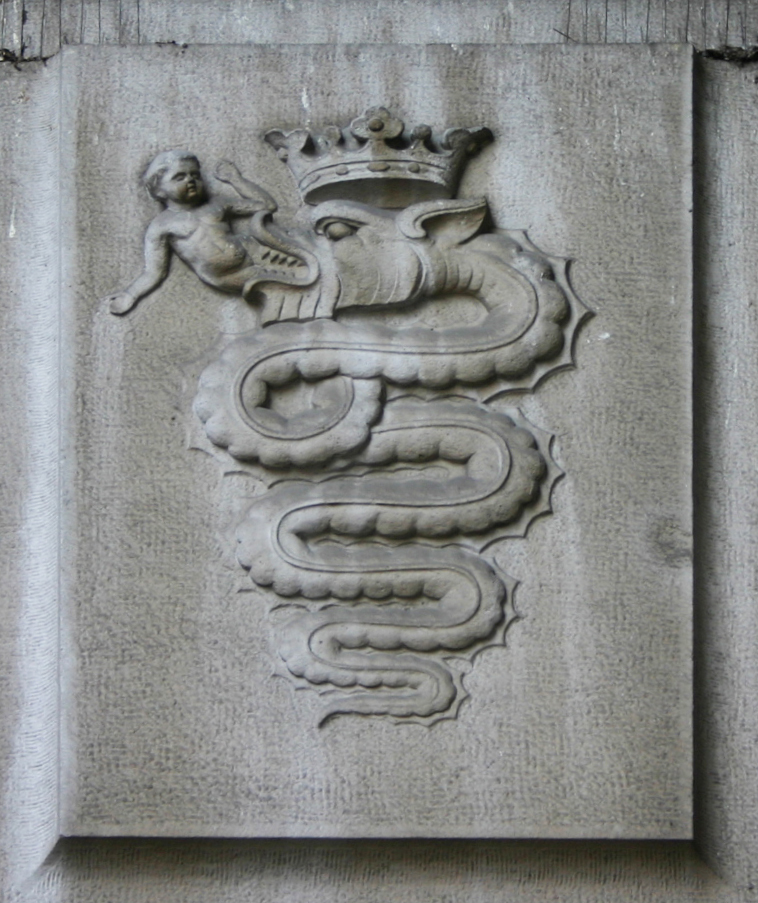
Il biscione, emblema dei Visconti usato come stemma di Milano, nell'androne della stazione di Milano Centrale
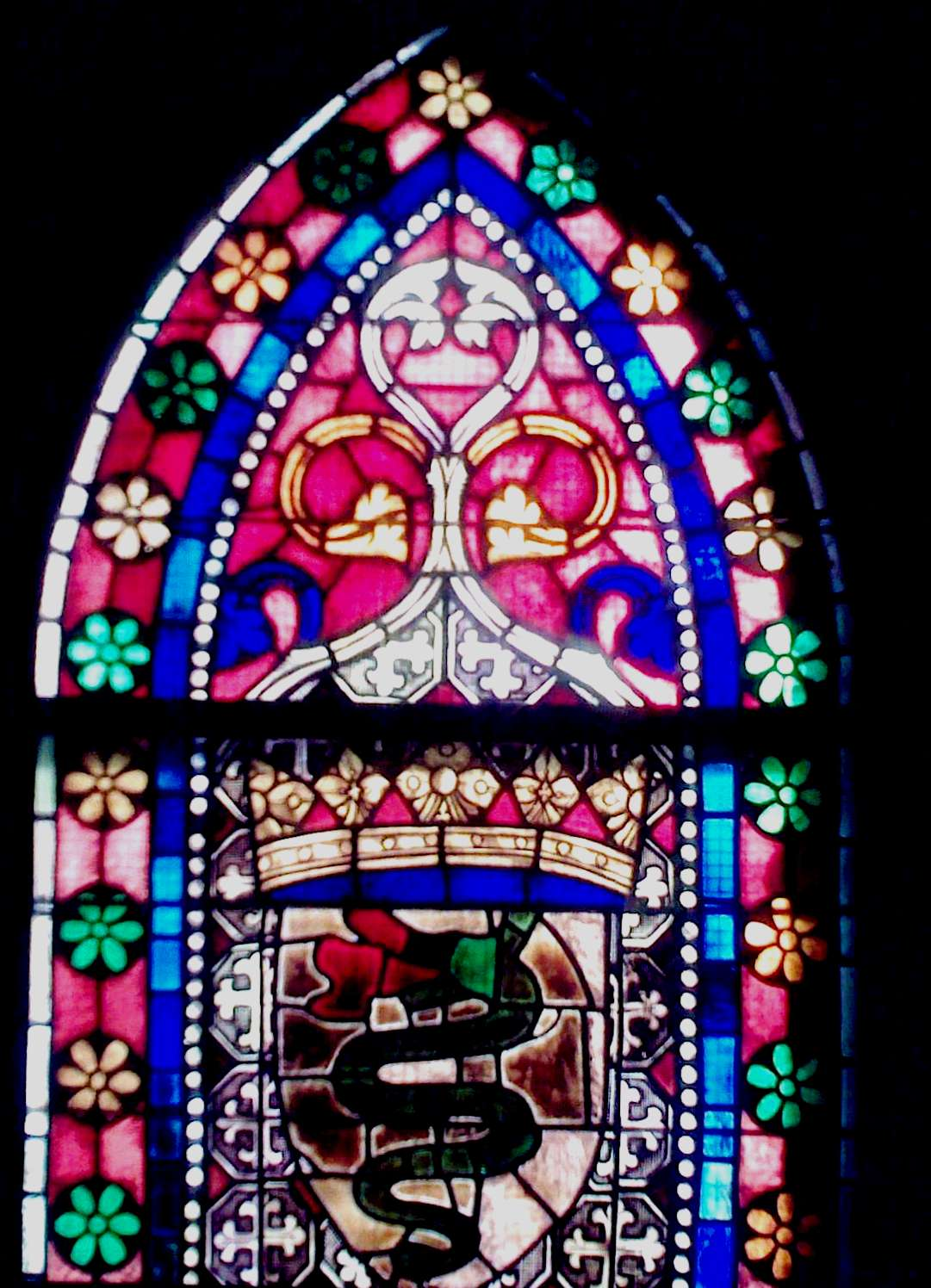
Il biscione visconteo sulla vetrata principale della cattedrale di León, in Spagna
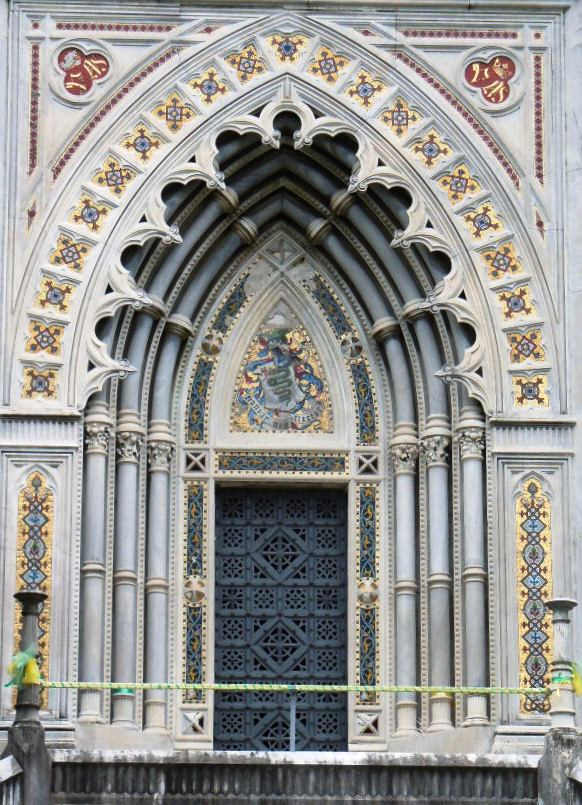
Particolare con stemma al Mausoleo dei Visconti di Modrone (Cassago Brianza)
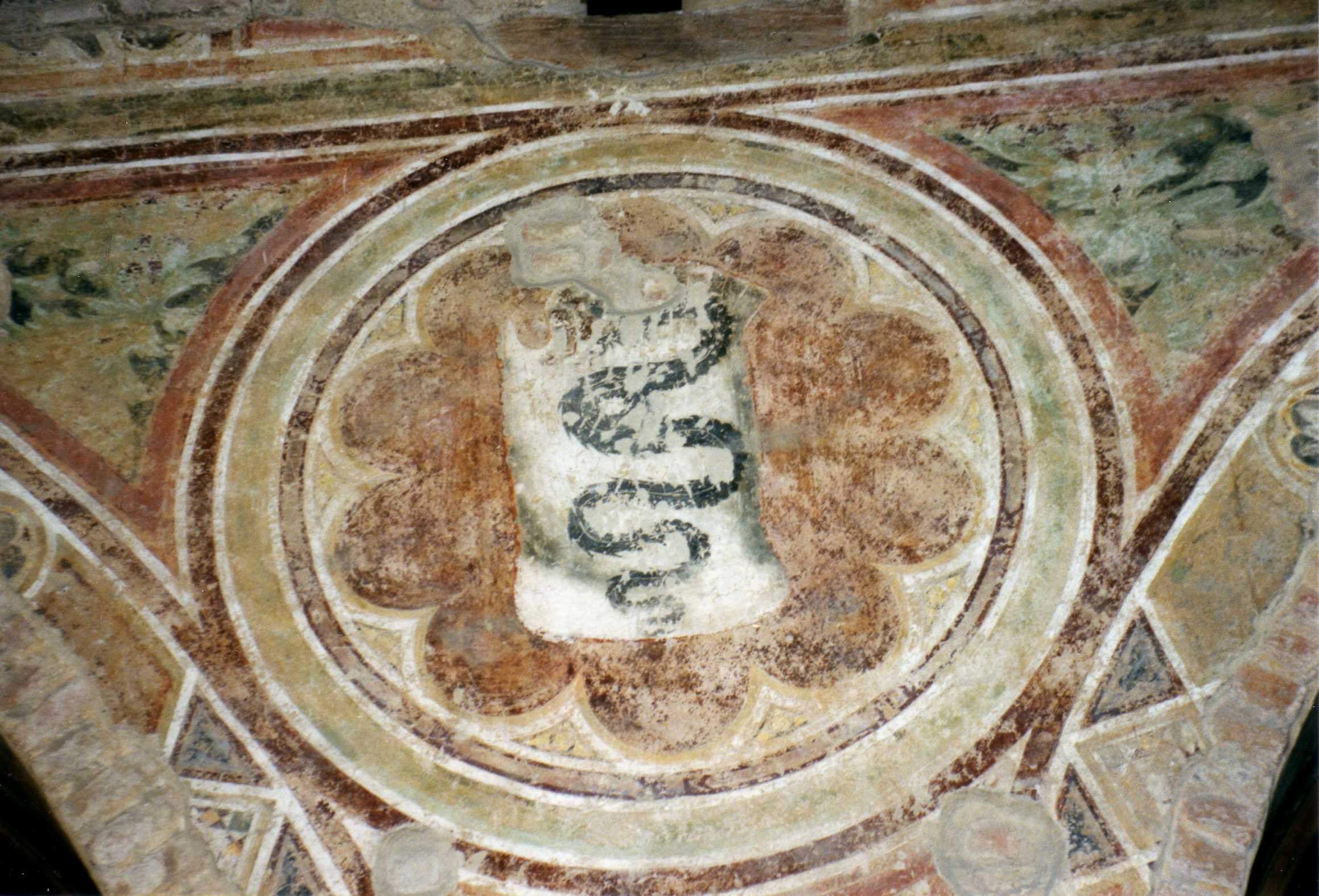
Stemma Visconteo nel Castello Sforzesco di Vigevano
Marchio del quartiere residenziale di Milano 2 a Segrate
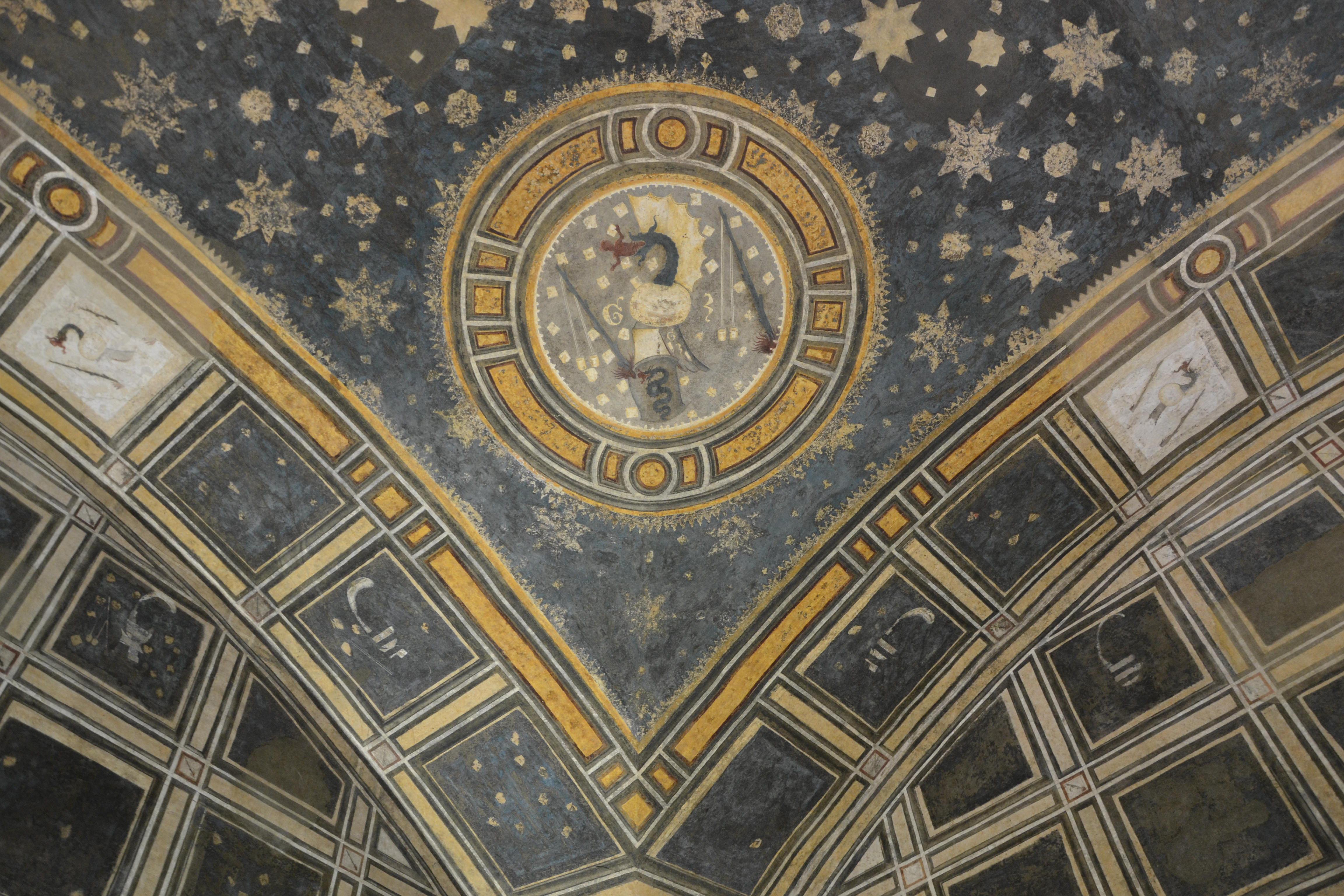
Stemma Visconteo- Castello di Pavia
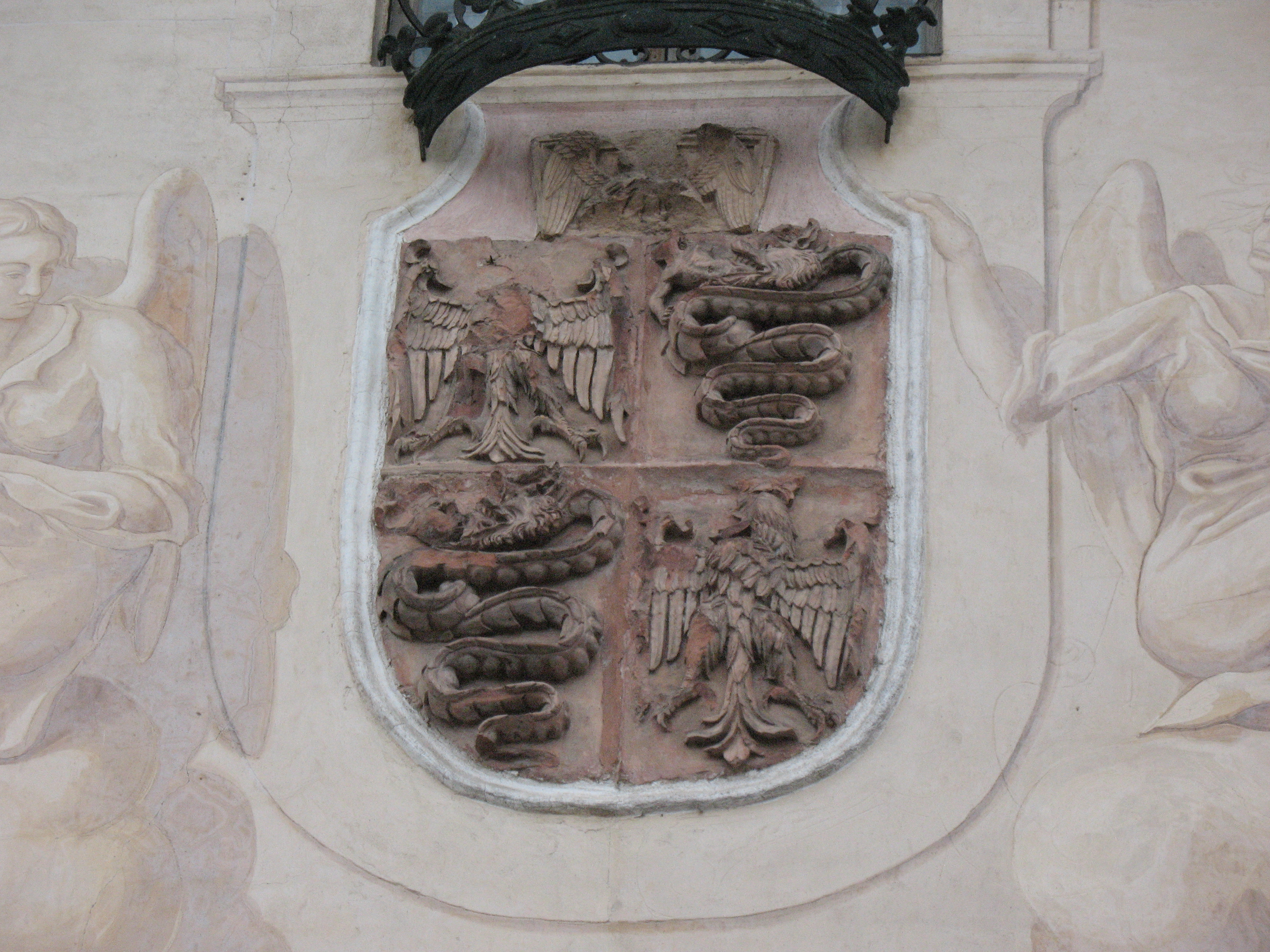
Certosa di Pavia
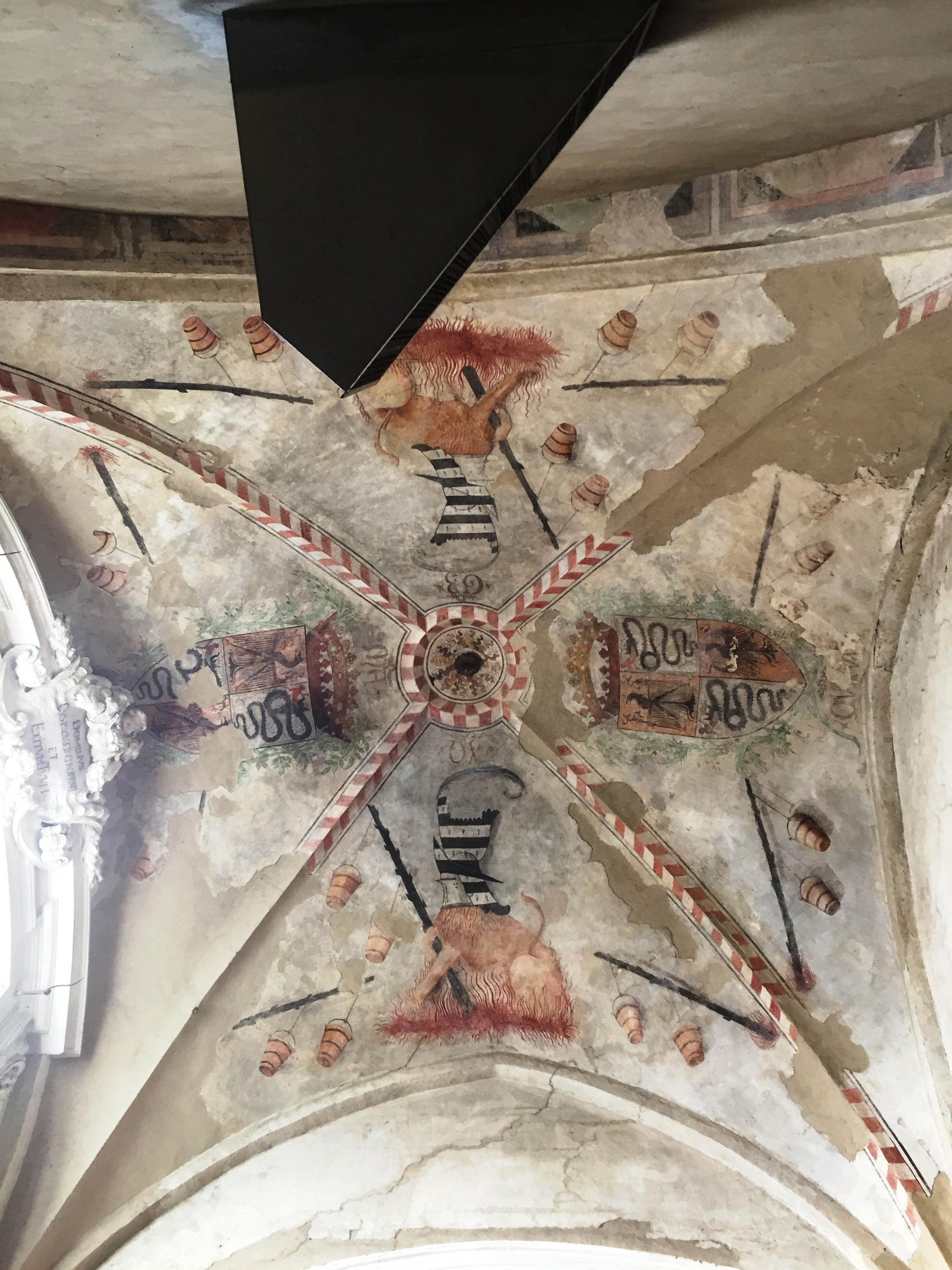
Chiesa dei Santi Primo e Feliciano Pavia
Stemma dell'Alfa Romeo, Stellantis

## Dimore
Delle dimore costruite ed abitate dai Visconti, si ricordano in particolare:
- Castello Sforzesco a Milano
- Castello Visconteo a Pavia
- Castello di Mirabello
- Cascina Boscaiola, tenuta da caccia a Milano
- Castello Visconteo ad Abbiategrasso
- Castello Visconteo a Belgioioso
- Castelgrande a Bellinzona
- Castello di Bereguardo
- Palazzo Visconti a Brignano Gera d'Adda
- Castello Visconteo a Legnano
- Castello Visconteo a Locarno
- Castello Visconteo a Lodi
- Castello di Massino Visconti a Massino Visconti
- Castello di Novara a Novara
- Castello di Pagazzano a Pagazzano
- Castello di Lardirago
- Castello Visconteo a Somma Lombardo
- Palazzo Visconti a Taranto
- Castello Visconteo a Vercelli
- Castello di Grazzano Visconti a Vigolzone

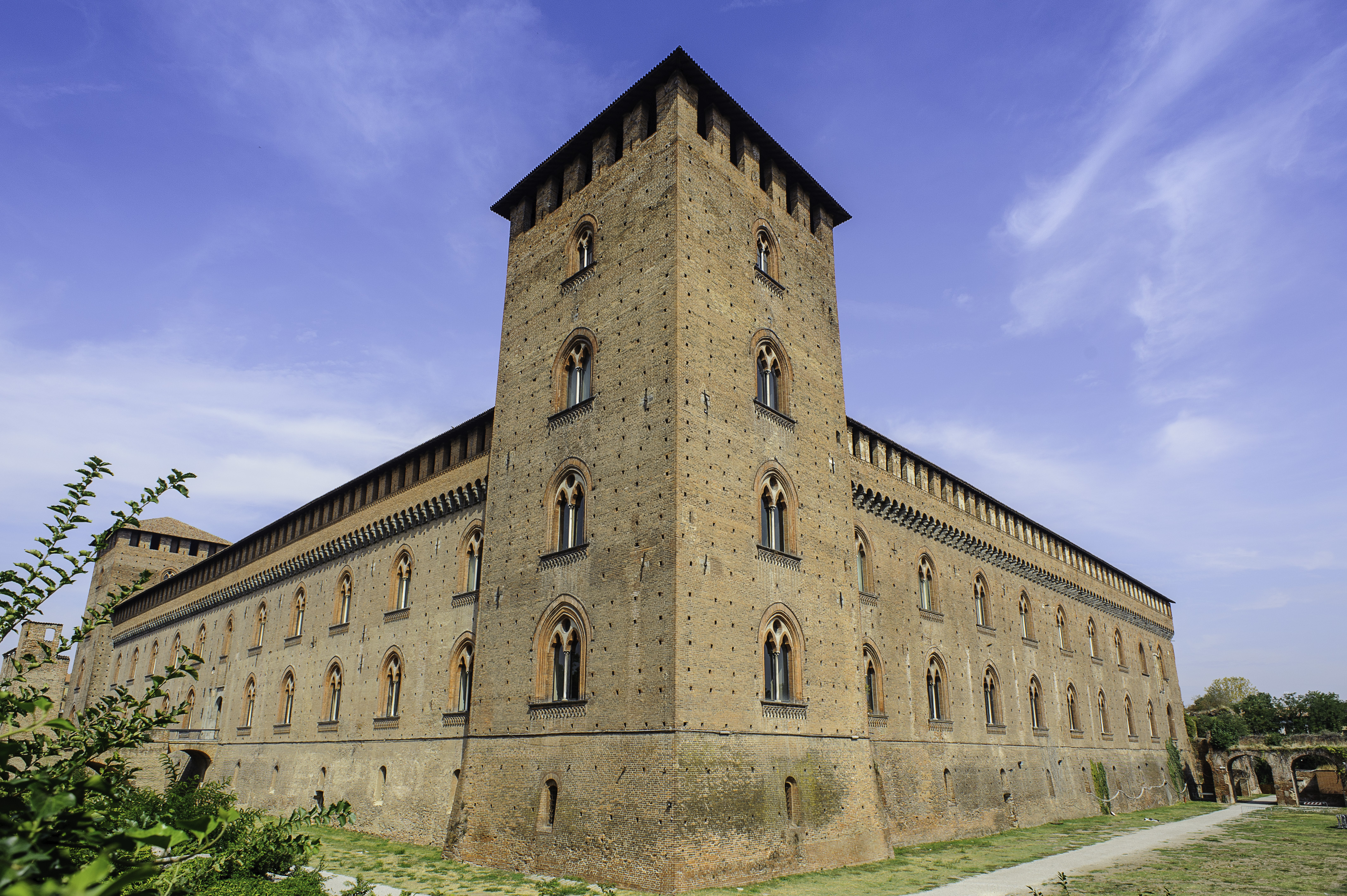
Il castello Visconteo di Pavia

- Castello Visconteo a Voghera

## Galleria di ritratti

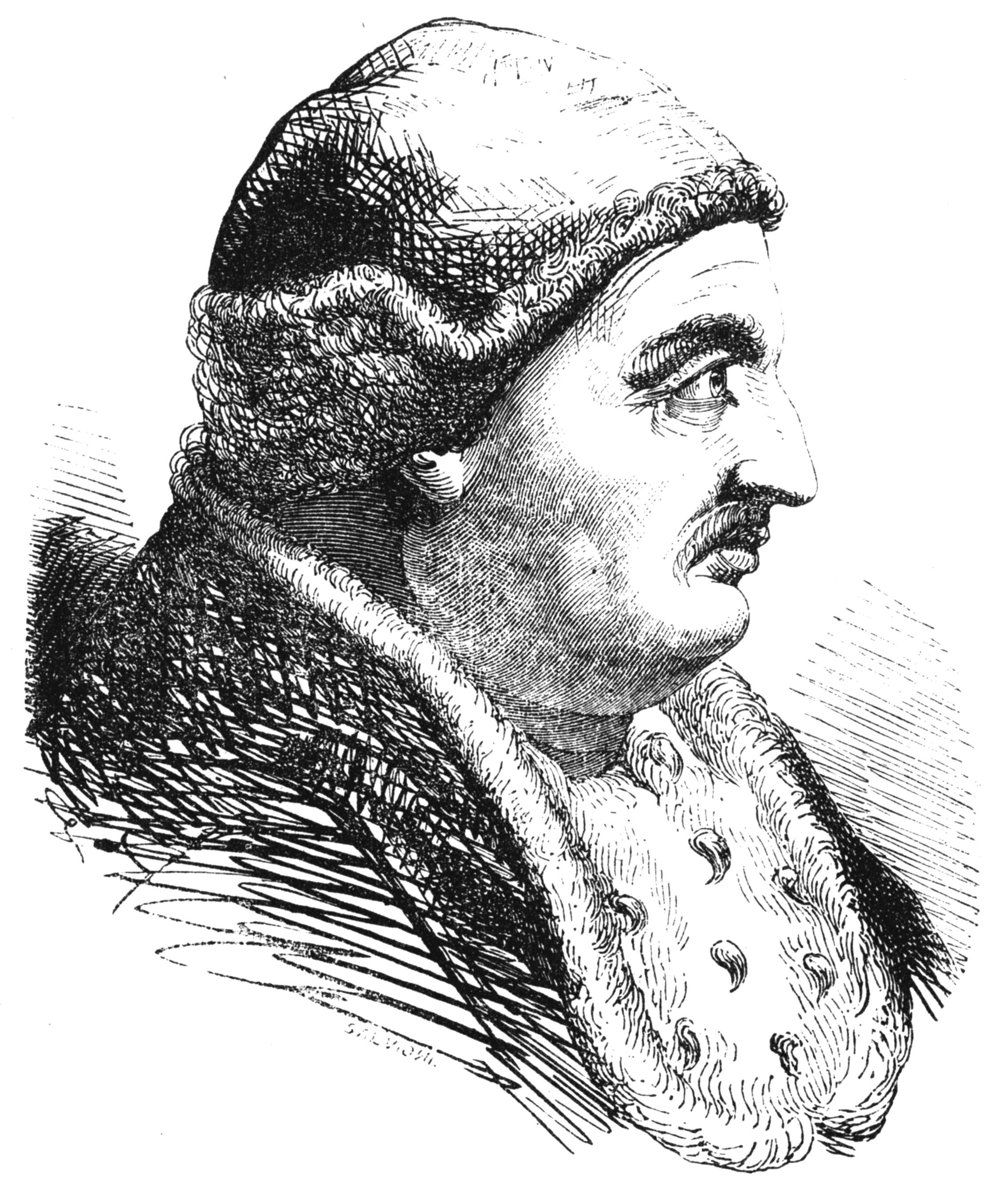
Ritratto di Ottone Visconti, arcivescovo di Milano nel 1262, da una incisione del 1645
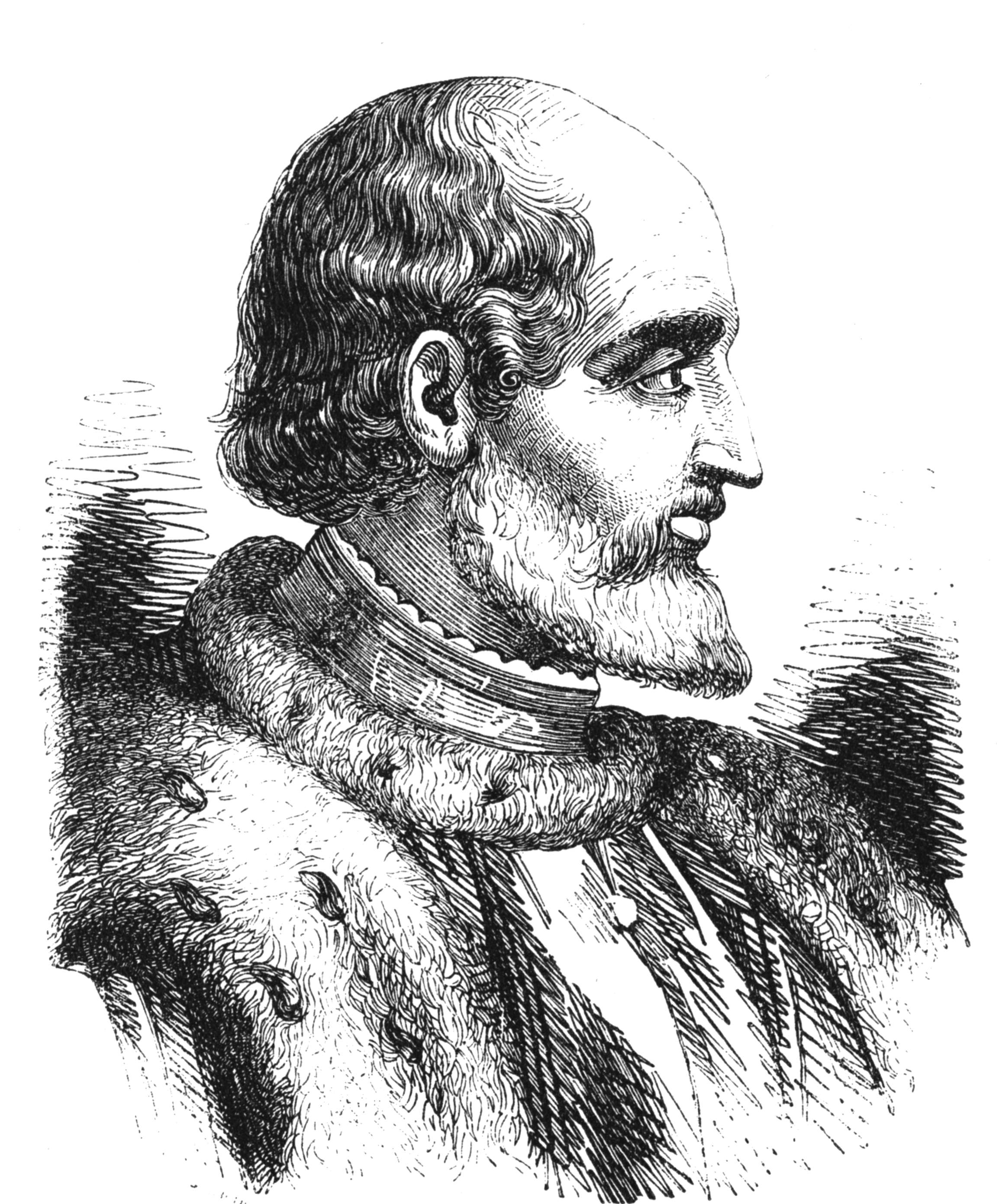
Ritratto di Matteo I Visconti, vicario imperiale nel 1294, da una incisione del 1549
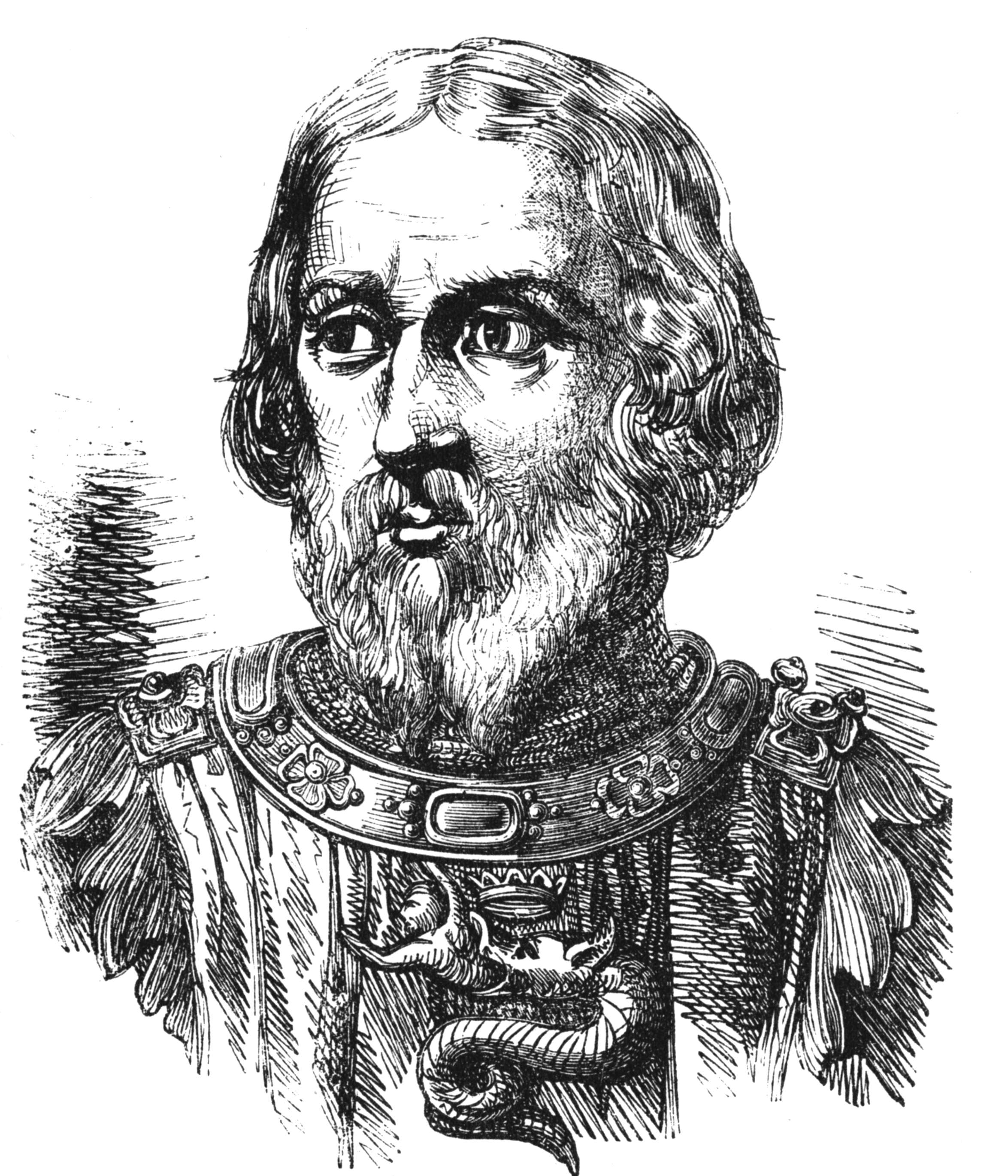
Ritratto di Galeazzo I Visconti, vicario di Piacenza nel 1313 e signore di Milano nel 1322, da una incisione del 1645
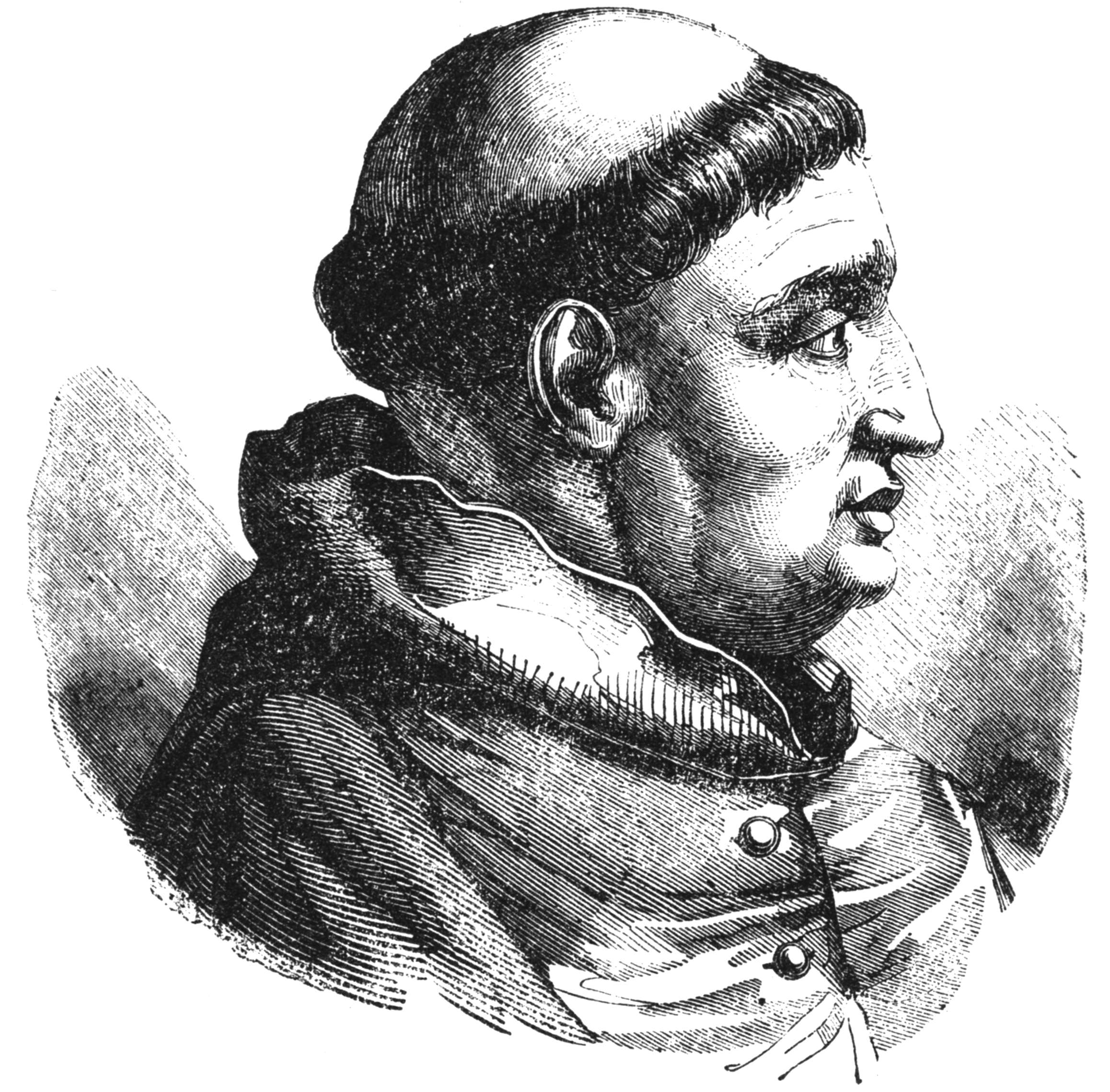
Ritratto di Giovanni Visconti, vescovo di Novara nel 1332, signore di Milano nel 1339, da una incisione del 1645
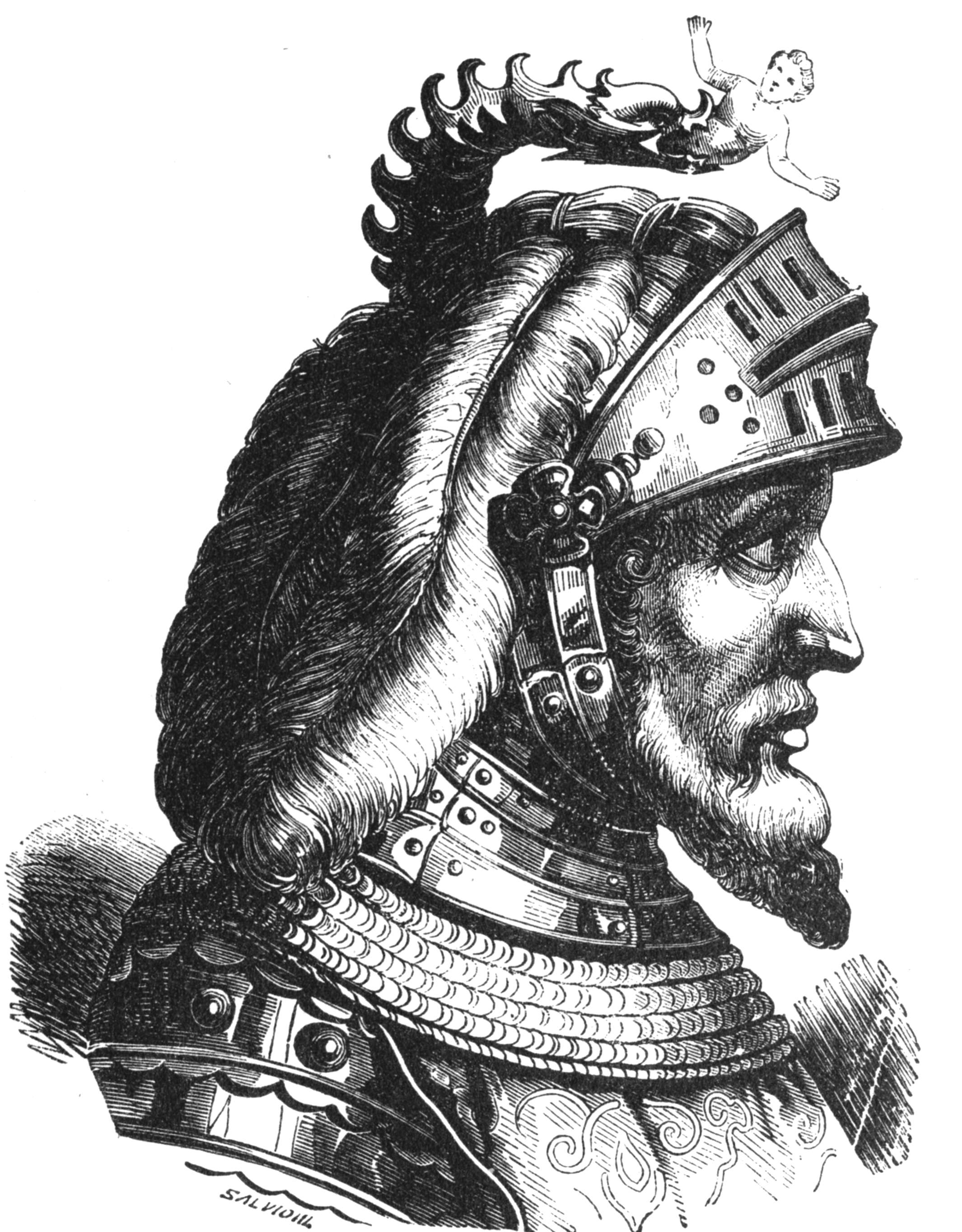
Ritratto di Luchino Visconti, signore di Milano nel 1339
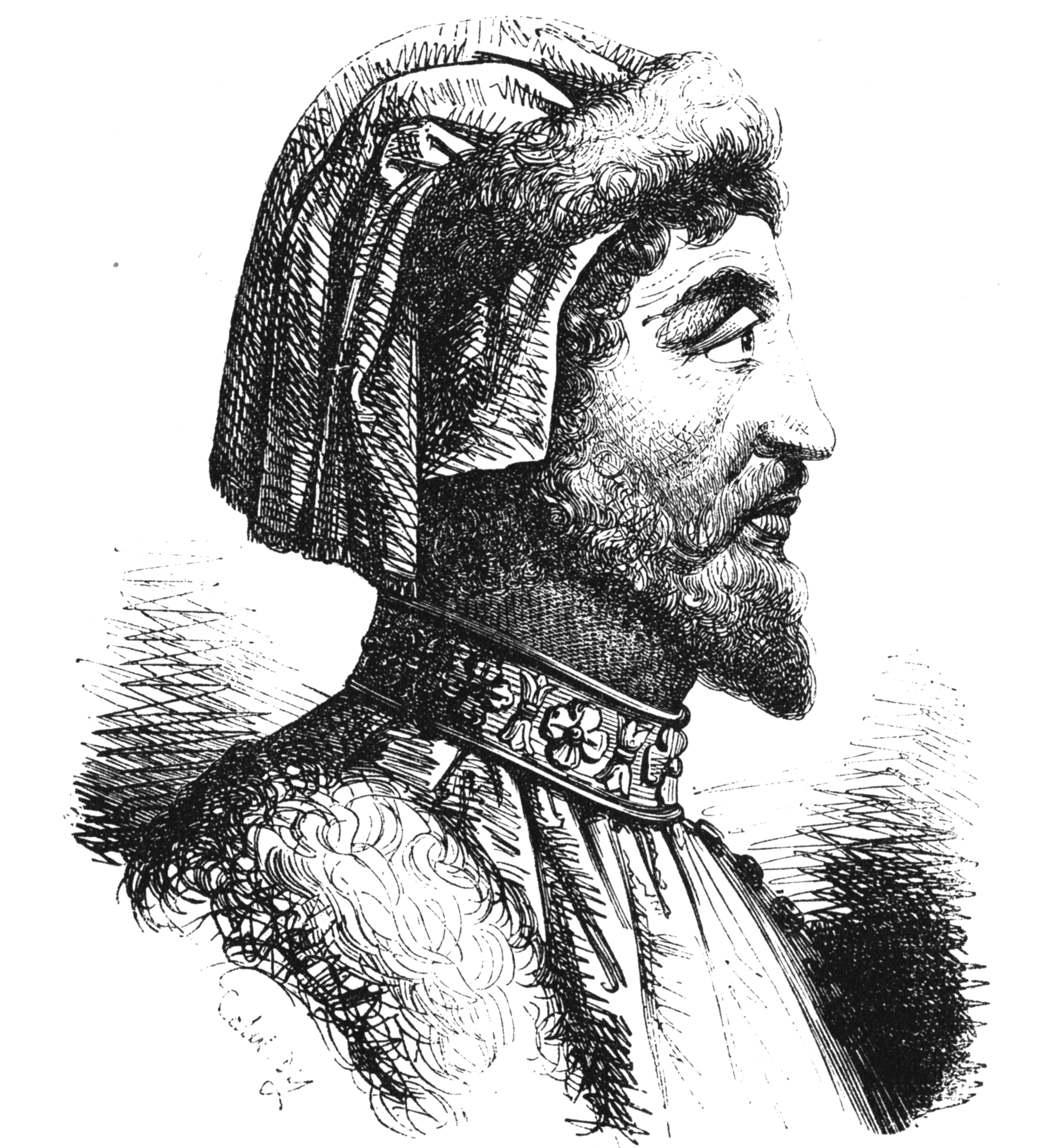
Ritratto di Azzone Visconti, vicario di Milano nel 1329 fa edificare la chiesa di S.Gottardo
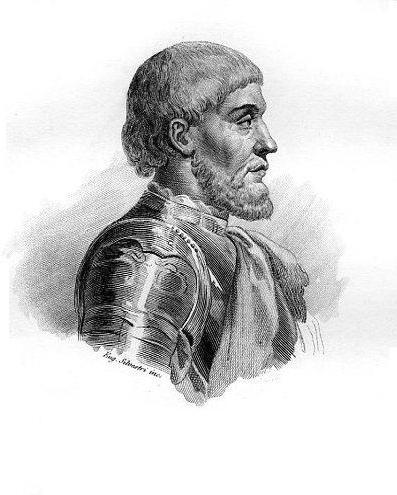
Ritratto di Matteo II Visconti, da una incisione di Eugenio Silvestri
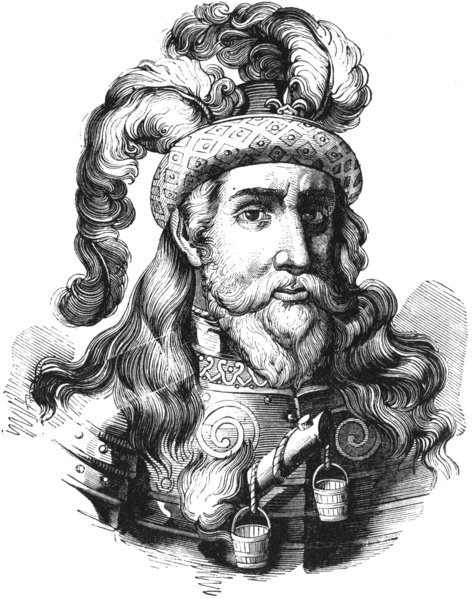
Ritratto di Galeazzo II Visconti, vicario imperiale nel 1355, fece costruire il castello di Pavia e fondò l'università e la biblioteca
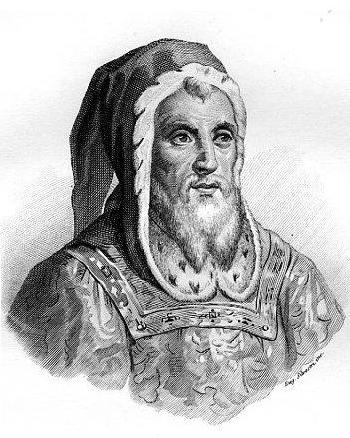
Ritratto di Bernabò Visconti, signore di Milano nel 1378
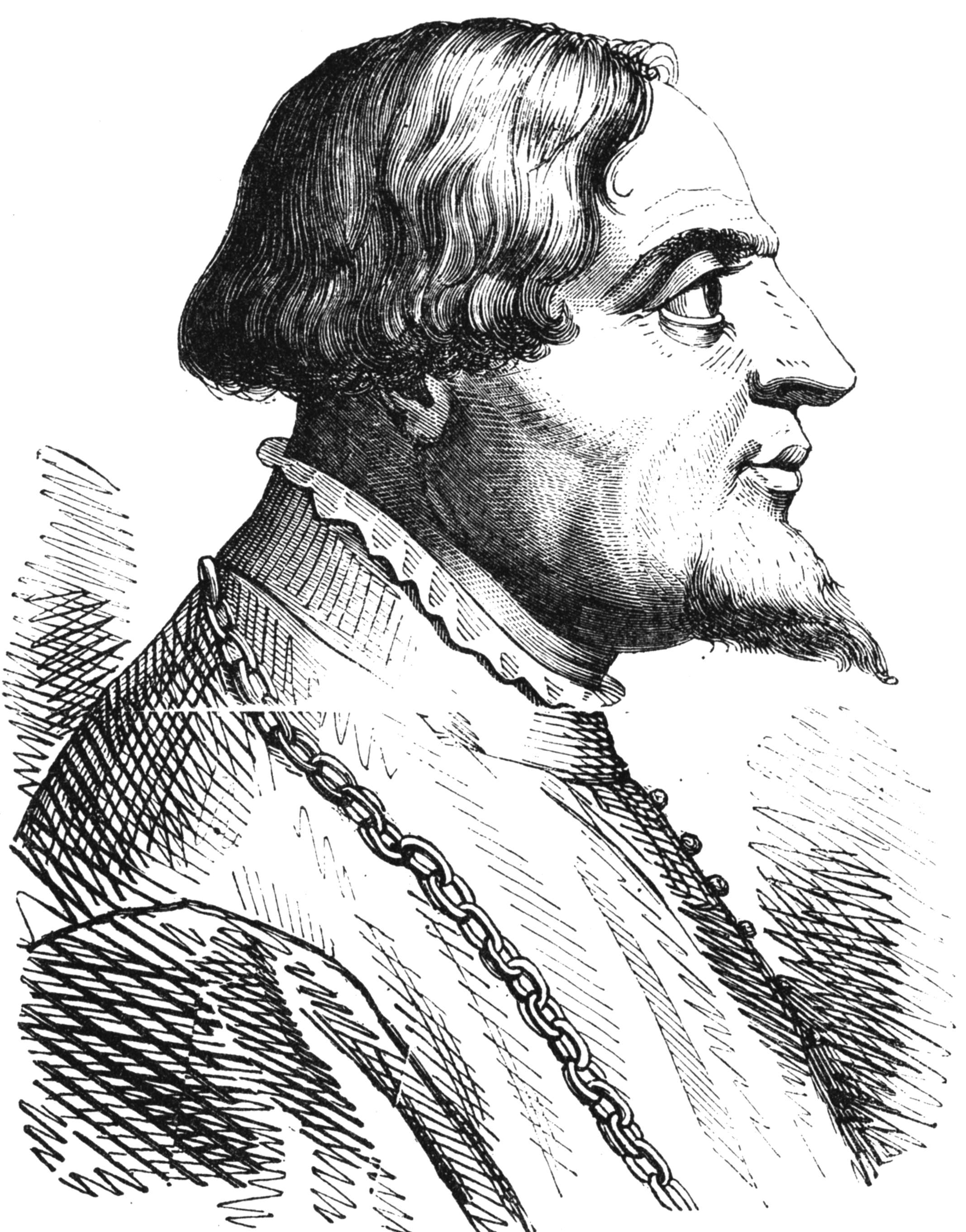
Ritratto di Gian Galeazzo Visconti, sposò Isabella di Valois, figlia del re di Francia Giovanni II, è signore di Milano nel 1385, duca con decreto imperiale l'11.V.1395
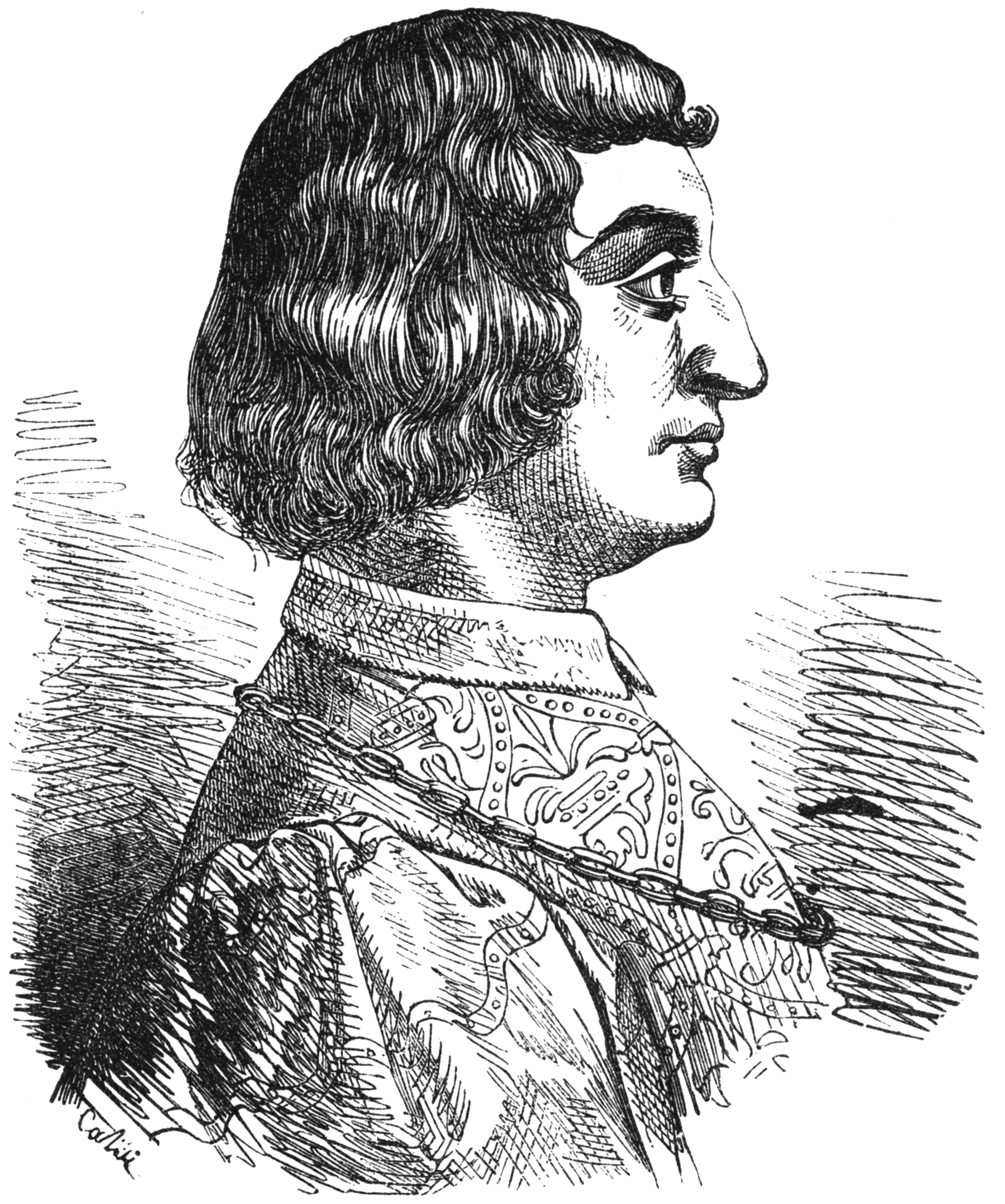
Ritratto di Giovanni Maria Visconti
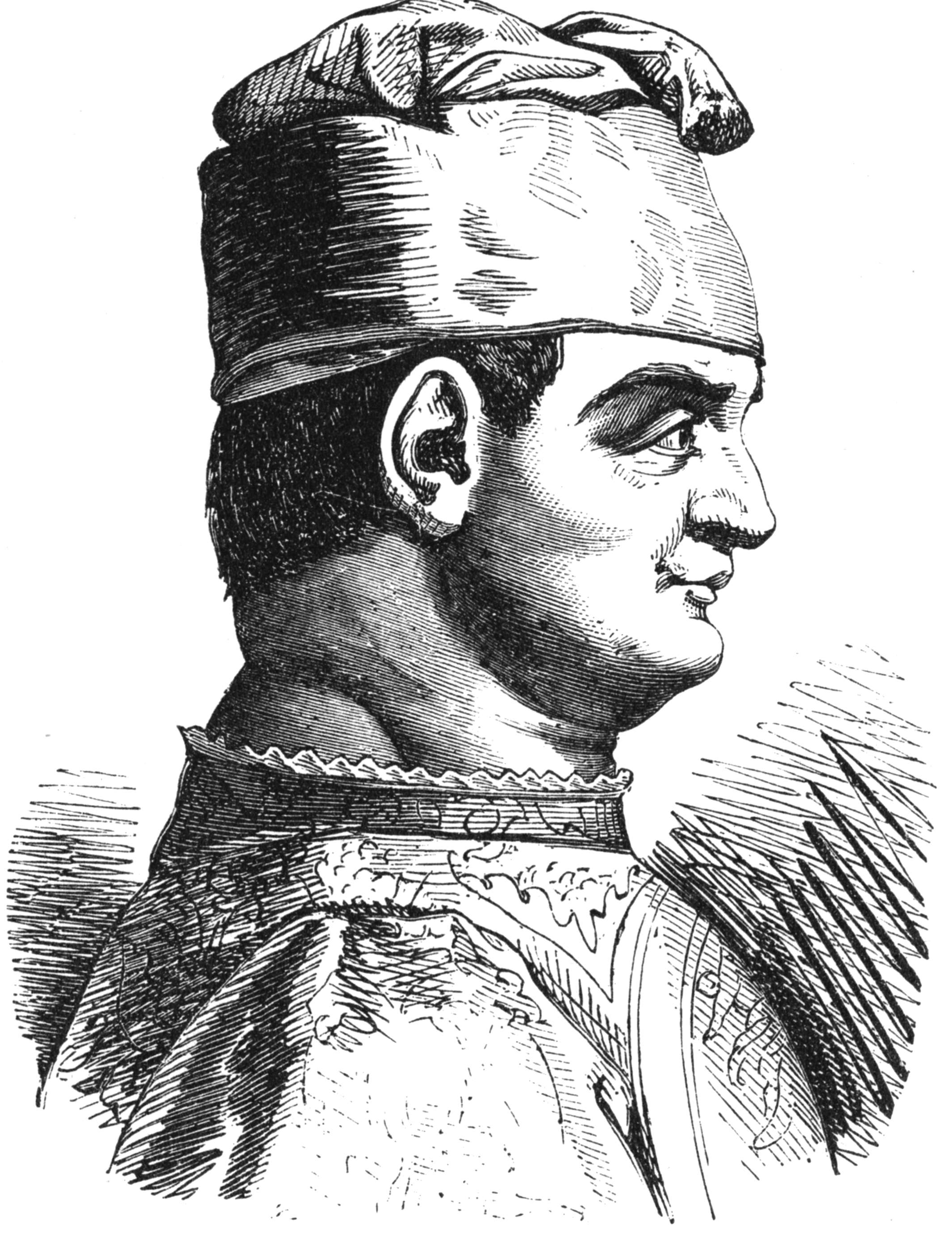
Ritratto di Filippo Maria Visconti

## Carte da gioco Visconti

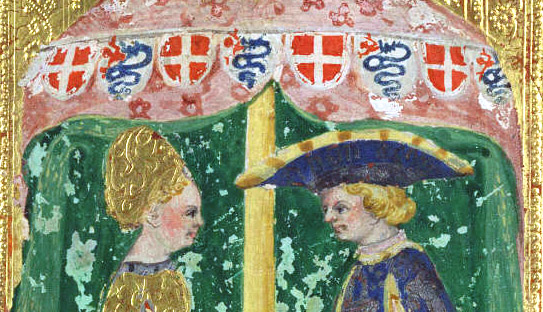
Dettagli della carta degli amanti del mazzo Cary-Yale, che mostra lo stemma Visconti unito ad un altro (di rosso alla croce d'argento)

I mazzi Visconti-Sforza sono mazzi di Tarocchi risalenti al XV secolo che hanno dato, con ogni probabilità, origine ai mazzi classici e in particolare alla variante marsigliese dalla quale deriva gran parte dei Tarocchi moderni.

## Biblioteca visconteo sforzesca

Il grande Parco Visconteo

Nel castello di Pavia, sede della corte di Galeazzo II prima e di Gian Galeazzo poi, il primo duca di Milano cominciò a radunare diversi fondi librari, alcuni di provenienza familiare, come i manoscritti dello zio Bernabò, altri requisiti a personaggi caduti in disgrazia, altri ancora frutto di bottini di guerra, come i manoscritti predati ai Carraresi nel 1388, all'interno dei quali vi erano ben 30 codici appartenuti a Francesco Petrarca.La biblioteca fu poi accresciuta dai suoi successori, che fecero realizzare libri anche per l'educazione dei figli (la corte Viscontea fu una delle prime in cui si insegnò la grammatica greca). La corte dei Visconti e degli Sforza si avvaleva di copisti e miniatori di grande qualità, come Giovannino de' Grassi, Michelino da Besozzo, Belbello da Pavia, Cristoforo e Ambrogio de Predis e Giovanni Pietro Birago. La biblioteca era custodita nella torre sud-ovest del castello, dove, accanto ai preziosi volumi, vi erano anche diverse reliquie, collezioni di mirabilia della natura, come il "corno di unicorno", il grande orologio-astrario realizzato nel Trecento da Giovanni Dondi, medico di corte e professore presso l'università di Pavia, e parte dei documenti dell'archivio Visconteo. A fine Quattrocento la biblioteca contava oltre 900 manoscritti miniati. Nel 1499, in seguito alla conquista del ducato di Milano, il re di Francia Luigi XII portò la biblioteca in Francia. Attualmente presso la Biblioteca nazionale di Francia si conservano circa 400 codici provenienti dalla biblioteca Visconteo-Sforzesca, mentre altri (tra cui il preziosissimo codice di Virgilio, con miniature di Simone Martini, appartenuto al Petrarca e ora conservato nella biblioteca Ambrosiana di Milano) sono presenti in diverse bibliotece italiane, europee e statunitensi.

## Membri principali
Molti membri dei Visconti hanno ricoperto e ricoprono tuttora ruoli di rilievo come: architetti, archeologi, arcivescovi, cardinali, registi, attori, condottieri e militari, poeti, pittori, sportivi e cantanti